# ニヴフ
ニヴフ/ニブフ（Nivkh、нивх）、ロシア語の複数形ではニヴヒ/ニブヒ（Nivkhi、нивхи）は、主としてロシアに住む少数民族である。その多くは樺太（サハリン州）、アムール川（黒竜江）下流域に住んでいる。1979年の人口は約4,400人。かつては、ギリヤーク（Gilyak）、複数形ギリヤーキ（Gilyaki）と呼ばれた。アイヌとも、ツングース・満洲系諸族やモンゴル系民族とも系統の異なる民族であり、古シベリア諸語（旧アジア諸語）の一つである固有の言語ニヴフ語を話す。歴史的にはアイヌやツングース・満洲系の諸民族と密接なかかわりを有し、文化要素においても共通性が認められる。

## 名称

ロシア極東地方の2010年国勢調査におけるニヴフ集落

ニヴフの集落（2002年）
----
ニヴフが50%以上を占める集落が赤、25-50%が黄、25%未満の集落は青のドットで示される。

ニヴフは、アムール川河口付近と樺太（サハリン）に分布する少数民族である。民族名称の「ニヴフ」は大陸アムール川下流部で「人」を意味する語に由来し、樺太東岸では「ニグヴン（Nigvyng）」と称する。ともに自称である。ロシアでは、ソビエト連邦成立後、民族名は原則として民族の自称名を採用することとなっている。
この民族は、ロシア革命（1917年）以前はギリヤーク（гиляк）と呼ばれていた。ギリヤークの名称は　ロシア人より与えられた他称であり、それ以前は「ギリミ（吉里迷）」と称された。「ギリヤーク」の語源についてはギリャミ（гилями）=「漕ぐ」に由来するとも、ウリチ語のギラミ（гилaми）=「大きな舟に乗る人々」であるともいわれている。中国人がアムール川河口部一帯の種族を「キーリ・キル」と呼んでいたことに由来するとの所見もある。
アイヌは樺太北部東岸のこの種族を「ニクブン」、樺太北部西岸や大陸の住人を「スメレンクル」と呼んだ。
宗谷地方を探索した近藤重蔵の『辺要分界図考』（1804）は、この民族を「シメレイ」ないし「スメレン」と記載している。実際に樺太を探査した間宮林蔵は「スメレンクル夷」と記したが、これは、樺太アイヌ語の「sumari（キツネ）」と、アイヌ語で人をいう「クル」を合わせた名称（すなわち、「キツネびと」の意）という説がある。1856年に樺太を旅した松浦武四郎は、自著『北蝦夷余誌』でこの種族を「ニクブン」「ニクフン」と記載している。
後述するように、ニヴフの人びとは衣類はもとより簡単な天幕のようなものまで魚皮を材料にしてこれを作ったところから、中国ではかつてニヴフを「魚皮韃子（ユーピーターズ）」と呼称した。「韃子」とは「韃靼の人びと」を略した呼び方で、ロシア人でもない中国人でもない「土着の人」という意味である。

## 人口の推移

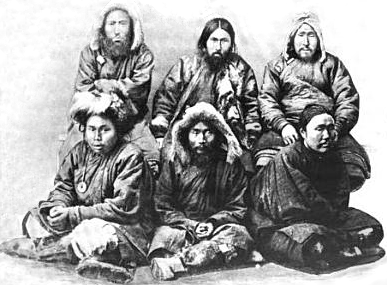
ニヴフの男性たち（1902年）

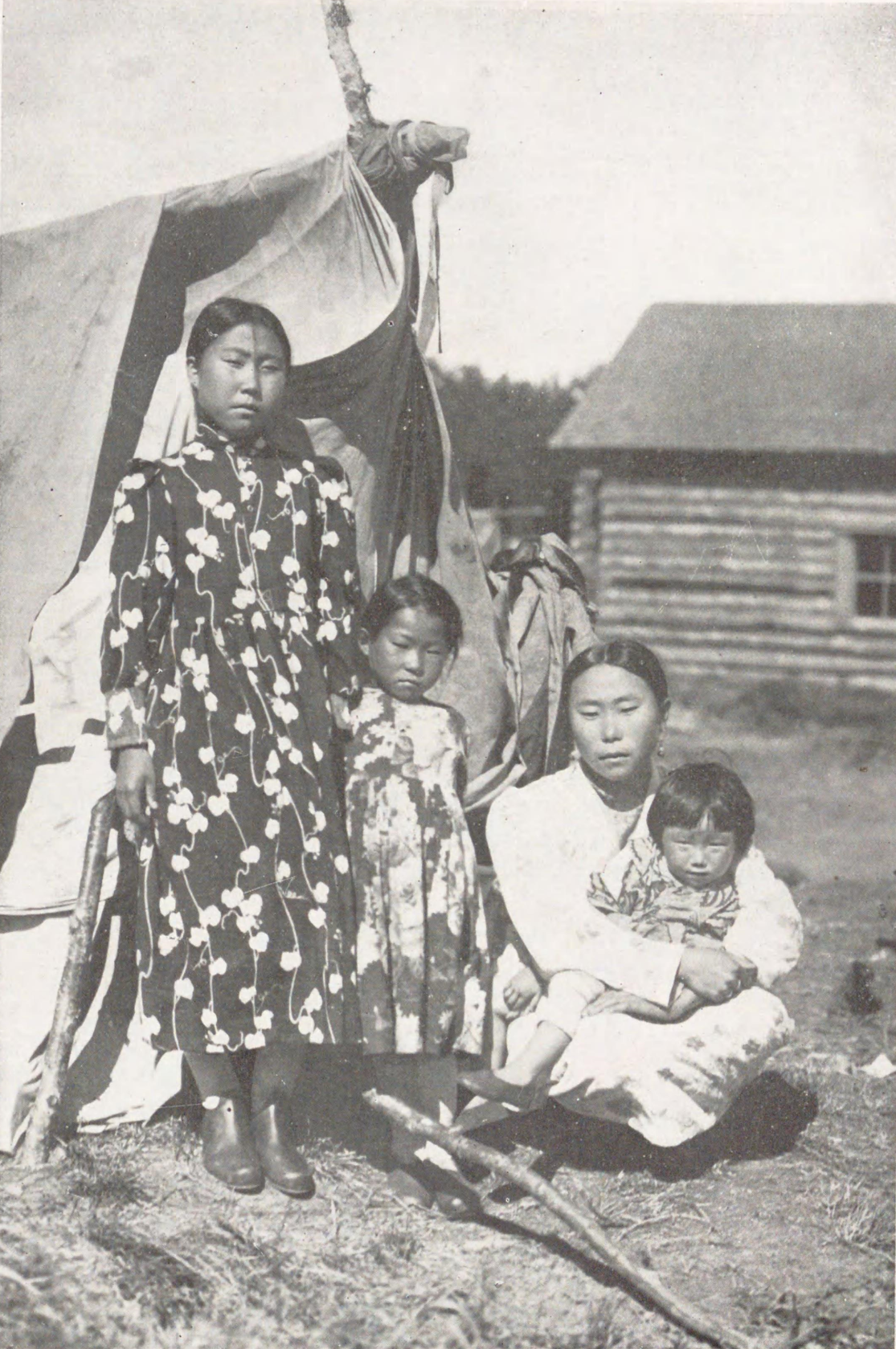
ニヴフの家族（1931年、新光社『世界地理風俗大系』別巻より）

以下は、ロシア（ソ連）における人口の推移である。1928年における人口は、ソビエト連邦政府の調べでは樺太（サハリン）北部のニヴフ（「ニクブン」）が1,700人、大陸側のニヴフが2,376人であった。
ニヴフの人口は、比較的安定しているものの、ネイティブ・スピーカーの割合は減少している。
1905年から1945年にかけて、北緯50度以南の樺太は日本統治下にあったが、南樺太におけるニヴフの人口はだいたい100人前後であった。旧日本領における人口推移は、以下の通りである。

## 歴史

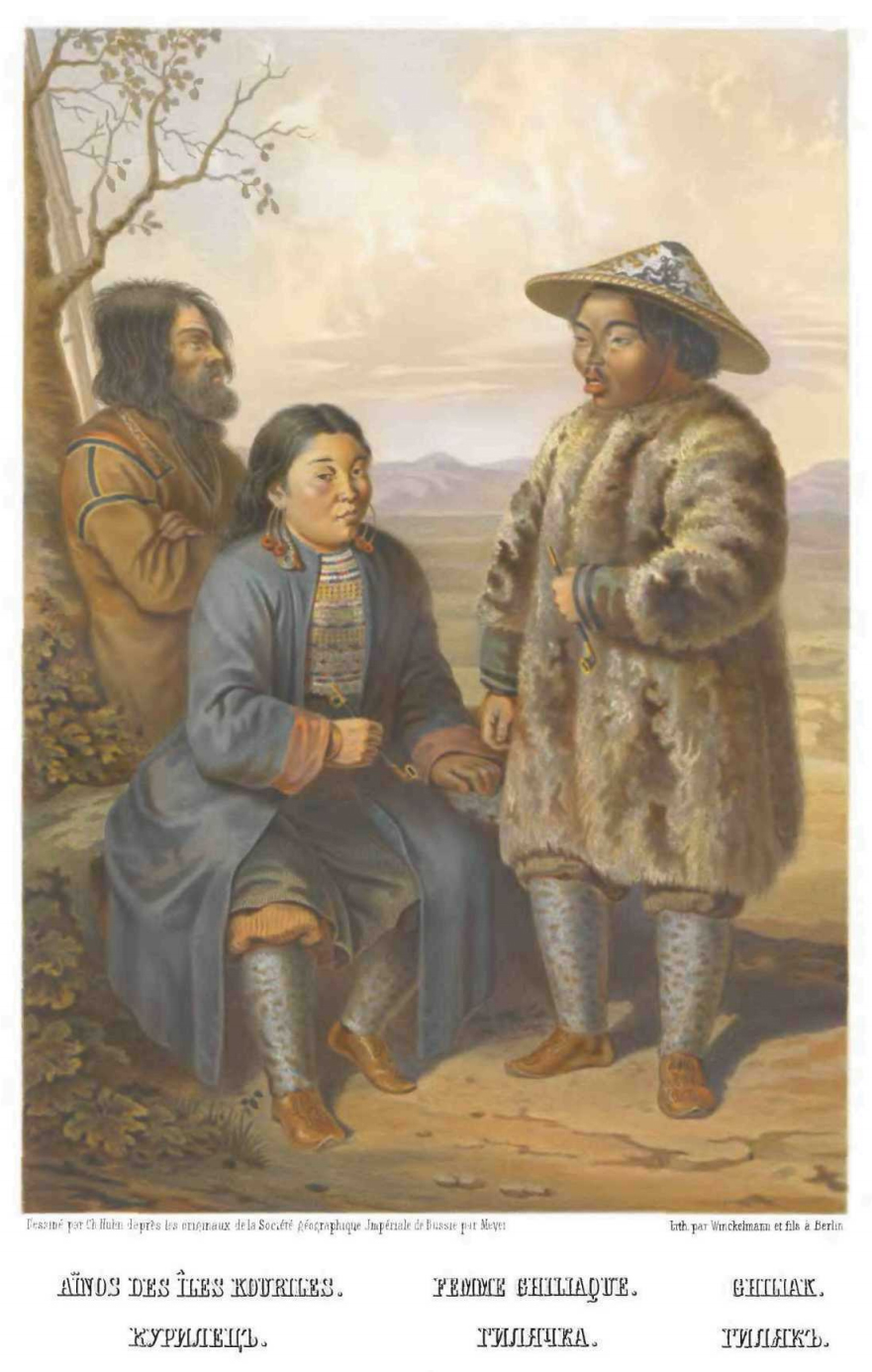
ニヴフのカップル（中央と右）とアイヌ男性（左）
----
グスタフ=テオドール・パウリ『ロシアにおける諸族の民族誌的記述』（1862年、サンクトペテルブルク）より

民族学者の佐々木高明は、ニヴフの本来の居住地は樺太であり、和人に追われて北上したアイヌに圧迫されて、一部がのちに大陸に移住したとしている。それに対し、歴史学者の洞富雄はアムール川下流域がニヴフの故地で、満洲化したゴルド族（ナナイ）らの圧迫で河口部に追いつめられ、一部が樺太北部に移ったとしている。しかし、双方ともそれを裏づける証拠は特にないのが現状である。
エヴェンキをはじめとするツングースの移動が、ヤクート人のオホーツク海沿岸地域への移動を促したという仮説に立つ民族学者のゾロタリョフは、数世紀以前までニヴフの人びとはコリャーク人（現在はカムチャツカ半島が主居住域になっている）と隣接していたという見解を示した。ゾロタリョフは、パレオアジア系（古シベリア系）民族はかつてアナディリ川流域（チュクチ自治管区）からアムール川流域に至るまでの長い海岸線とそれに連なる一帯に住んでいたと考え、そこにくさびを打ち込んだのがツングース系諸族の民族移動であったと主張している。
いずれにせよ、ニヴフはこの地域でおそらく最も古い先住民（のひとつ）で、この地域の新石器時代からの文化的伝統を継承してきたことは、おおよそ認められている。

### オホーツク文化
ニヴフの先祖は、同じ樺太先住民であるウィルタ（ツングース系）や樺太アイヌ（系統不明）とともにオホーツク文化の担い手であったと考えられている。オホーツク文化は3世紀から13世紀にかけて営まれた「海の民」による海獣狩猟・漁撈文化であり、そこでは、木舟を用いた広範囲な活動が展開されていた。オホーツク文化の広がりは、北海道北東部、サハリン島（樺太）、千島列島を中心に、一部はカムチャツカ半島、アムール川河口部にまでおよんでいたと考えられる。考古学的な成果からはホッケやニシンなどの魚、アザラシ、トド、イルカなどの海獣を食していたほか、ブタの飼養もおこない、精神文化の面ではクマ信仰のあったことが判明している。
杜佑『通典』をはじめとする中国の史料は、640年、唐の都長安に「流鬼国」からの遣使が訪れ、唐に入貢したと伝えているが、これは樺太島からの使者であった可能性が指摘されている。樺太は環オホーツク海文化圏とユーラシア大陸を結ぶ扇の要であった。歴史学者・考古学者の菊池俊彦は、この使節は現在のニヴフに連なる人びとであったろうとしている。また、このとき流鬼国の使者は「自分たちの住む地より北に1ヶ月行程の先に夜叉という国がある」と唐側に伝えたが、菊池俊彦は、この「夜叉」とはコリャーク人の先祖ではないかという見解を示している。

### 元朝による樺太侵攻
元朝の史料では、アムール川下流域から樺太地域にかけて居住していた吉里迷（ギリミ、吉烈滅（ギレミ））は、モンゴル帝国の将軍のシディ（碩徳）の遠征によって1263年（中統4年）、モンゴルに服従した。翌1264年（至元元年）、吉里迷の民は「骨嵬（クイ）や亦里于（イリウ）が毎年のように侵入してくる」とクビライに訴えた。ここに登場する「吉里迷」はギリヤーク（ニヴフ）を指しており、「骨嵬」は樺太アイヌであると考えられる。
1264年、元朝はニヴフとともに「骨嵬」（樺太アイヌ）を攻撃した。翌1265年、樺太アイヌがニヴフを襲撃し、殺害する事件が起こっている。1273年、元朝はニヴフを支援し、征東招討使のタヒラ（塔匣剌）に派兵させたが、彼は大陸から樺太への渡海に失敗した。1282年、元朝は女真族に対し樺太遠征のための造船を命じ、1284年から1286年にかけて樺太を侵攻した。特に1286年は「兵万人、船千艘」という大軍による侵攻であった。しかし、ニヴフは必ずしも一枚岩ではなく、樺太アイヌに味方する者が現れ、1296年にはニヴフのホフェンやブフリといった勢力が反元朝の行動をとるようになって、戦況が変わった。1297年以降、樺太アイヌの「瓦英（ウァイン）」「王不廉古（ユプレンク）」が大陸へ渡り、元軍と衝突した。1305年、樺太アイヌの側が攻勢をかけたが、1308年、樺太アイヌの首長たちはニヴフを通じて元朝に投降し、毛皮の貢納を条件に和を請うた。いわゆる「北からの蒙古襲来」と呼ばれる一連の抗争である。こののち、元朝は勢力を失っていき、その記録から樺太やアムール川流域に関する記述はなくなっていった。
なお、瓦英らが大陸に渡ったのはニヴフがつくった構造船によってであった。文献によれば、ニヴフのブフリや樺太アイヌは元朝に仕える「打鷹人」を捕虜にしようとしているので、ニヴフとアイヌの間には交易などを通じた一定の連携があったと推定される。樺太アイヌのなかにもニヴフとの関係を構築しようという動きがあり、最終的には元と朝貢関係を結び、安定した関係の維持を選択した。両者のこうした関係は後世の山丹交易につながるものと考えられる。

### イシハの遠征

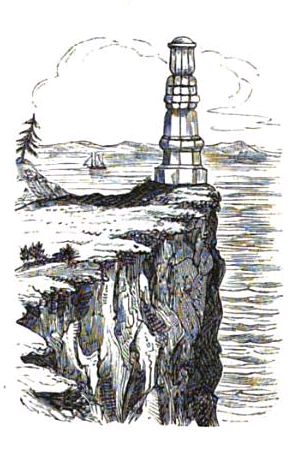
ティルの崖に立つイシハ再建の永寧寺の記念碑
----
E・G・ラーヴェンシュタイン『アムールのロシア人』（1860年、ロンドン）より

明朝皇帝の永楽帝は1411年、海西女直出身の宦官イシハに命じて兵1,000余名、巨船25艘を与えアムール川河口のヌルガンを遠征させ、ヌルガン郡司を開設した。1412年、イシハは樺太アイヌらに衣服や米を与えて饗応し、1413年にはかつて観音堂があったという場所に永寧寺を建立した。永楽帝の死後、その孫の宣徳帝は1425年、イシハにヌルガン遠征の命令を下し、1427年、任務を終えたイシハが帰還した。しかし、その後、ニヴフをはじめとする諸族が永寧寺を破壊する事件が起こっており、これは、単なる寺院破壊ではなく反明朝闘争の一環とみられる。永寧寺は1433年に再建され、イシハによるヌルガン遠征はその後もつづいた。なお、現在のハバロフスク地方ウリチ地区ティル村に所在する永寧寺の遺構は、ロシアの考古学者アレクサンドル・アルテーミエフによって発掘調査がなされ、その成果が報告されている。

### ロシアの進出と清露国境紛争
17世紀、コサック（カザク）によるシベリアへの東進が著しいロシア・ツァーリ国と満洲の地より勃興して中国大陸を支配するに至った大清帝国とが国境をめぐって対立した（清露国境紛争）。1650年代初頭、エロフェイ・ハバロフ率いるコサックの一派はアムール川に臨む清側の拠点ヤクサ（雅克薩）を奪い、同地をアルバジンと改めて東方進出への拠点とした。ロシア人はアムール川を下りながら先住民からヤサク（毛皮税）を徴収したが、そのときの台帳によれば、17世紀中葉のギリャーク（現在のニヴフ）の居住域は、最近までのそれとほぼ同じであることが判明している。
1652年、現在のハバロフスク周辺とみられるアチャンスクで清露の戦闘が起こった。1658年には朝鮮国軍も動員した清国側が勝利し、アムール川流域からロシア人を駆逐してニヴフやウリチを貢納民に加えた。ロシアはアルバジン砦を放棄したが、1665年、シベリアに追放されていたシュラフタ（ポーランド貴族）のニキフォール・チェルノゴフスキーがイリムスクのヴォイヴォダ（軍司令官）を殺害して逃走、アルバジン砦を奪取してヤクサ王国を建国し、先住民から毛皮税を徴収した。清露国境紛争は再燃し、1683年、アルバジン戦争が勃発、戦況は清側優勢で推移し、1689年、清露両国はネルチンスク条約を結んで講和した。

### 山丹交易
1746年から1747年にかけて、満洲族（女真族）が樺太に来航し、西海岸イトイのトルベイヌ、50里内陸のカウタのウルトゴー、東海岸トワゴーの某をハラタ（族長）、その他の首長をカーシンタ（村長）に任じた。これらの人びとは、いずれもニヴフと考えられ、北緯51度から52度一帯のニヴフは清朝の影響下に入った。樺太アイヌの首長ヤエビラカンがニヴフや外満洲のウリチ（山丹人）の交易者を殺害した事件を契機として樺太アイヌにもハラタ・カーシンタ制が敷かれて清朝の影響下に入ったが、清は植民活動は行わず、各地域の首長が貢物を持参することで良しとした。
こうした状況のなか、江戸時代中期以降、北海道 - 樺太 - アムール川（黒竜江）流域を舞台に大規模な交易が展開された（山丹交易）。ウリチやウィルタ、アイヌとともにニヴフもこの交易に加わった。山丹交易の中心は、南樺太のアイヌとアムール川下流域に住んでいたウリチ（山丹人）であり、アイヌは、樺太で捕獲されたテンやカワウソ、キツネの毛皮、日本製の鉄鍋や小刀を持ち込み、一方、ウリチ側からは中国製の絹織物、青玉、鷲羽などがもたらされた。中国製絹織物の官服は、日本では「蝦夷錦」として珍重された。ニヴフやウィルタは、樺太最狭部の魯礼（豊栄郡栄浜村）や内淵（豊栄郡落合町）などにおいて、ウリチからもたらされた品と引き換えに和産物を入手していた。そして、アムール川の河口からは、牡丹江河畔の寧古塔（現、黒竜江省牡丹江市寧安）や松花江河畔の三姓（現、黒竜江省ハルビン市依蘭）まで、河川の航行によって結ばれていた。

### 日本人による探検
1700年（元禄13年）、松前藩が江戸幕府に提出した『松前島郷帳』の「からと島」の項に「おれかた」「にくふん」の記載がみえる。「おれかた」は「オロッコ（ウィルタ）」、「にくふん」はニヴフと考えられる。

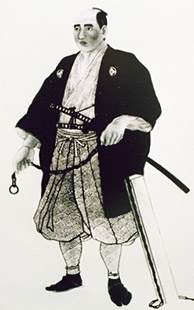
間宮林蔵

1800年（寛政12年）に蝦夷地御用御雇に任じられ、以降、蝦夷地勤務となった間宮林蔵は、1808年（文化5年）、松田伝十郎とともに樺太探検を命じられた。2人は二手に分かれて進み、伝十郎は西海岸、林蔵は東海岸を進むこととした。林蔵はシラヌシ（本斗郡好仁村）から東へ向かってタライカ（敷香郡敷香町）まで到達したが、小舟が波浪に翻弄されて食糧も少なくなり、その先容易に進むことができなかったのでマーヌイ（豊栄郡白縫村）まで引き返して西海岸に出て、伝十郎の後を追い、ラッカ岬まで進んだ。このとき、林蔵は樺太西岸のニヴフの集落を訪れ、デレンに置かれた清朝の出先機関のことを聞いている。1809年（文化6年）の探検によって林蔵はナニオーに達し、樺太が島であることを確認し、ニヴフの人びととともに、のちに「間宮海峡」と称される海峡を渡って外満洲からアムール川下流地域へ到達、さらに清朝官吏が現地人の撫育と交易のために設けたデレンの役所を訪れ、官吏と面会した。その帰途、林蔵は明帝国によってアムール川の断崖に再建された永寧寺の塔を水上より見ている。1810年（文化7年）、間宮林蔵は自身の口述を師の養子にあたる村上貞助に筆録させ、翌1811年、幕府に献上した。それが『北蝦夷地図』『北夷分界余話』（『北蝦夷図説』の原本、刊行は林蔵没後の1855年）および『東韃紀行』である。『北夷分界余話』（『北蝦夷図説』）ではニヴフは「スメレンクル夷」と表記されており、同書はニヴフ民族最古の民族誌が記され、叙述も詳しい。
松浦武四郎は、1845年（弘化2年）から1858年（安政5年）まで6度にわたって調査のため蝦夷地を訪れている。そのうち、1846年（弘化3年）の第2回調査、1856年（安政3年）の第4回調査では樺太にも渡っている。武四郎の2回の樺太踏査は南部中心であり、ニヴフやウィルタの住む北部の情報は薄い。武四郎は『北蝦夷余話』においてニヴフを「ニクブン」と呼んでおり、安政3年の樺太調査ではニクブン語（ニヴフ語）の語彙を採録している。

### 近現代

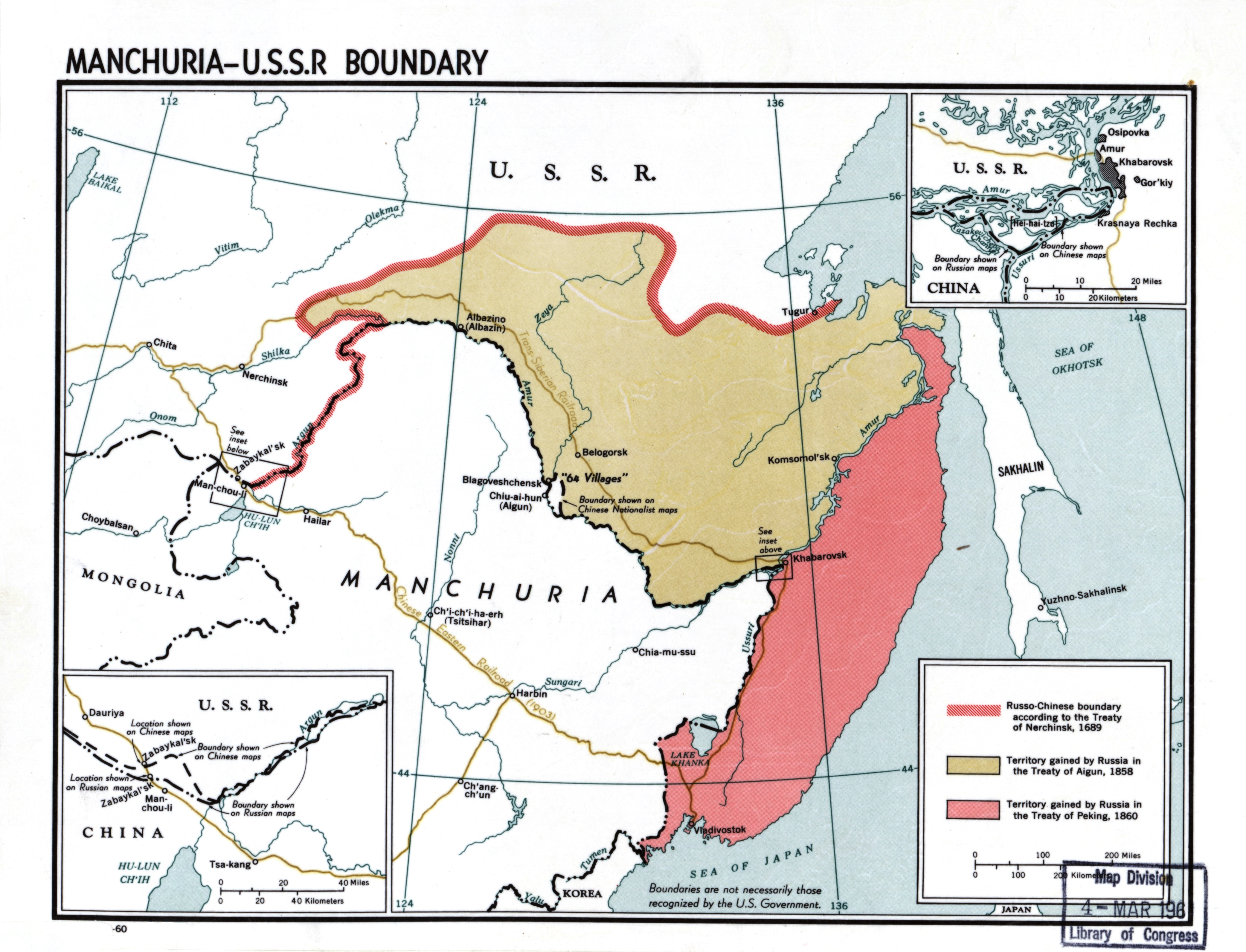
清露国境の変遷
----
太い赤線がネルチンスク条約（1689年）での国境線。黄土色部分はアイグン条約（1858年）でのロシア獲得地、朱色部分は北京条約（1860年）でのロシア獲得地である。

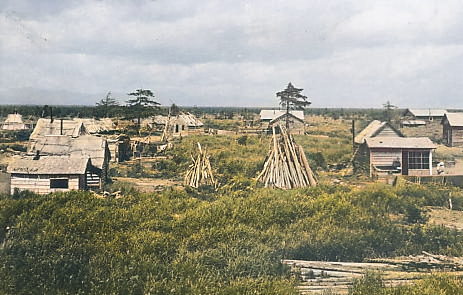
南樺太の少数民族のモデル集落であった「オタスの杜」（敷香郡敷香町）

近代の樺太を、領有権の移動に基づいて編年区分すると以下のようになる。
1. 日露共同領有期（1855年-1875年） - 日露和親条約から樺太・千島交換条約まで
2. 全島ロシア領期（1875年-1905年） - 樺太・千島交換条約からポーツマス条約まで
3. 南北二分期前半期（1905年-1920年） - ポーツマス条約から日本の北サハリン占領まで
4. 事実上の全島日本領期（1920年-1925年） - サガレン州派遣軍による北サハリン占領期間
5. 南北二分期後半期（1925年-1945年） - 日ソ基本条約から第二次世界大戦終結まで
6. 全島ソ連・ロシア領期（1945年- ） - 第二次世界大戦終結以降

1855年の下田条約（日露和親条約）の締結以降、樺太は地域をつなぐ島から国境で区切る島へと変貌した。
一方、清露間の国境は、1858年のアイグン条約によってロシアがアムール川左岸地域の領有とアムール川航行権を獲得し、1860年の北京条約ではウスリー川以東の外満洲（現、ロシア沿海州）の領有も清に認めさせた。これにより、ニヴフの居住域のアジア大陸側はロシア帝国の支配するところとなった。かつての山丹交易路は分断され、これに頼っていたニヴフらの少数民族にとっては深刻な打撃であった。樺太の対岸にあたる地域の支配を固めたロシアは、1858年、はじめて囚人を樺太に送り、1867年にサハリン島仮規則（日露間樺太島仮規則）で日露共同領有が明文化されると、ロシアは正式にサハリン島（樺太）を流刑地と定め、1869年には800人の囚人を送り込んだ。これは、サハリン島にロシア人が住んでいるという既成事実をつくり上げようとする営為であった。1875年の樺太・千島交換条約により、サハリン全島がロシア領となってニヴフの居住域は完全に帝政ロシアの支配するところとなった。
1904年からの日露戦争での勝利によって、1905年（明治38年）、北緯50度以南の南樺太は日本領となったが、ニヴフやウィルタは樺太の中部から北部にかけての地域に住んでいたので、日本人とのつながりはアイヌと比較すると相当に薄かった。両民族に対しては、1920年代まで樺太庁はほぼ放任状態であったが、1926年から1927年にかけて、日本人から隔離して集住させるという方針がとられるようになり、敷香郡敷香町にアイヌ以外の先住民を集住させる村落「オタスの杜」が造成された。オタスでは1930年以降、日本語による教育をおこなう学校（「土人教育所」）も設立される一方、異民族が住むエキゾチックな空間として人気があり、当時の代表的な観光地のひとつであった。実際には、ニヴフ109名、ウィルタ304名（1935年の統計）のうち、オタスに住んだのは半数以下だったといわれている。1933年（昭和8年）以降、樺太ではアイヌに戸籍が与えられて「内地人」扱いとなったが、ニヴフやウィルタには戸籍が与えられず、「土人」扱いのままだった。ただし、同化教育がなされたのは、ソ連統治下の北サハリンも同じであった。
太平洋戦争が始まると、日本陸軍はニヴフやウィルタをソ連軍の動きを探る活動に従事させた。陸軍特務機関は、敷香町在住のニヴフ18人、ウィルタ22人の計40名に日本名を与え、諜報部隊に配置した。
1945年以降は樺太全島がソビエト連邦領となったが、ニヴフやウィルタのなかには北海道へ移住した者もいた。彼らは、1952年（昭和27年）のサンフランシスコ平和条約発効の際、就籍という形で参政権を獲得した。菅原幸助の1966年（昭和41年）の著作によれば、当時ニヴフは網走に3世帯、函館に2世帯、札幌に3世帯で計約30人いたという。
ソ連時代、サハリンにおけるニヴフの漁撈・狩猟活動はコルホーズ単位・ソフホーズ単位となり、医療や教育などの面での改善も大きかったが、シャーマニズムを含めた宗教などの伝統文化は禁止され、集団化政策の影響もあってニヴフ固有の言語と伝統文化は著しく衰退した。一方、ニヴフの都市人口増加も顕著に進行した。ソ連が解体に向かう1980年代末葉以降は、伝統文化の復興と土地利用権の回復を求める運動が活発化し、ニヴフ出身の作家V・サンギや民族学者のCh・M・タクサミなどがその指導的役割を担った。その一方で、ソ連解体にともなう社会体制の変化は、漁撈・狩猟・牧畜を生業とする村落部在住の少数民族の間に貧富の格差をもたらした。

## 生業と生業暦

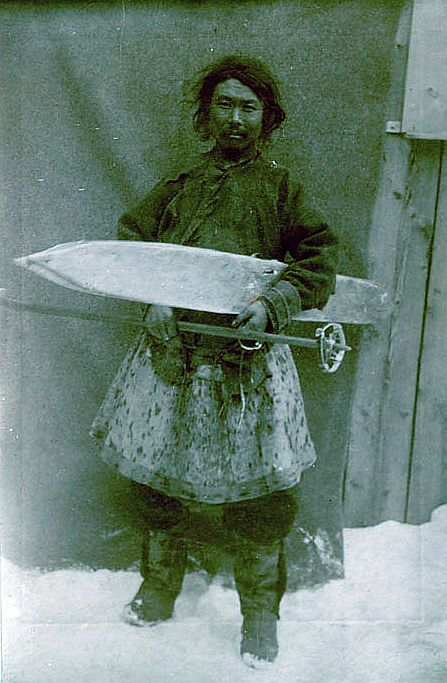
ニヴフのハンター（ブロニスワフ・ピウスツキ撮影）

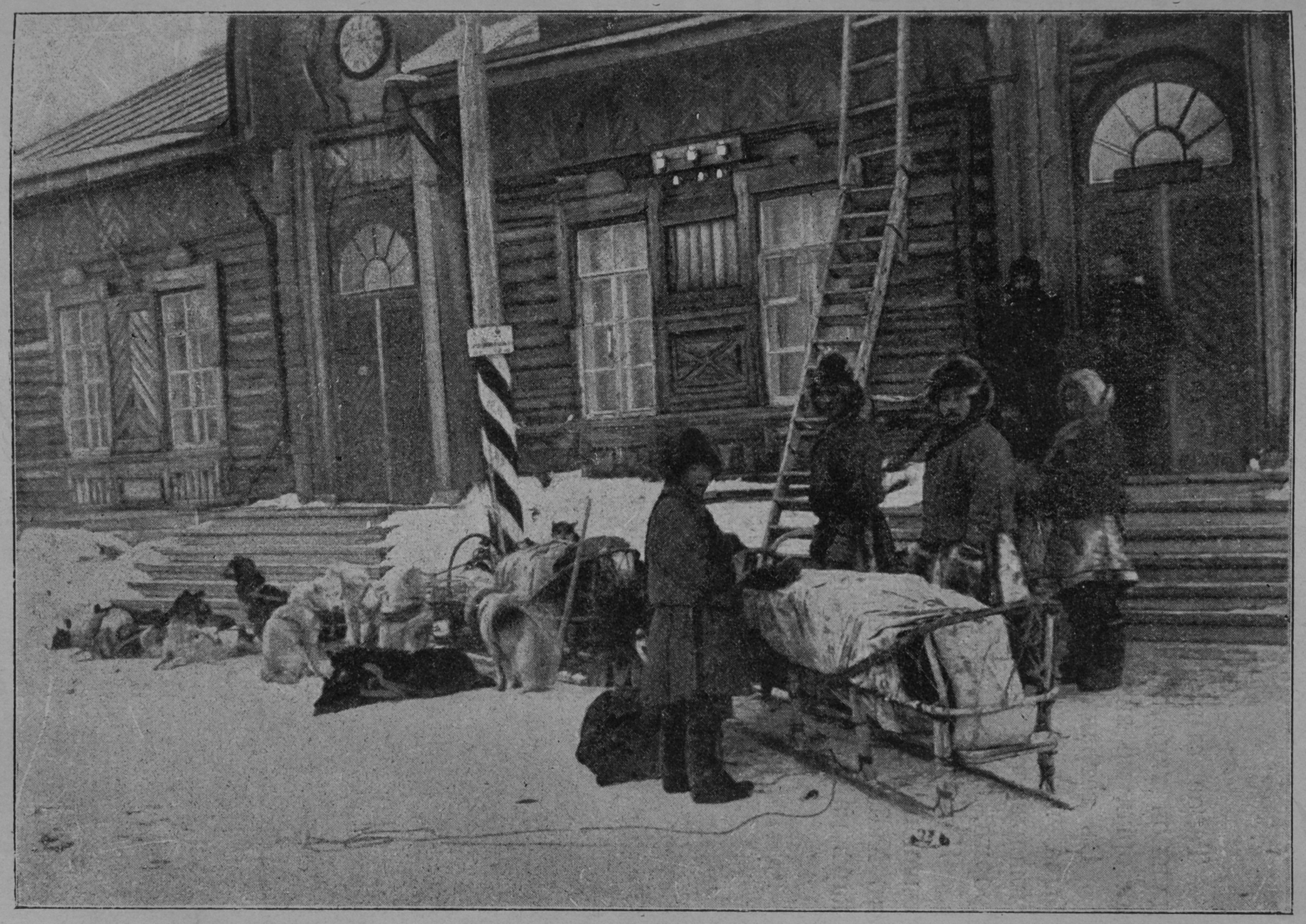
ニヴフの犬ぞり（1903年）

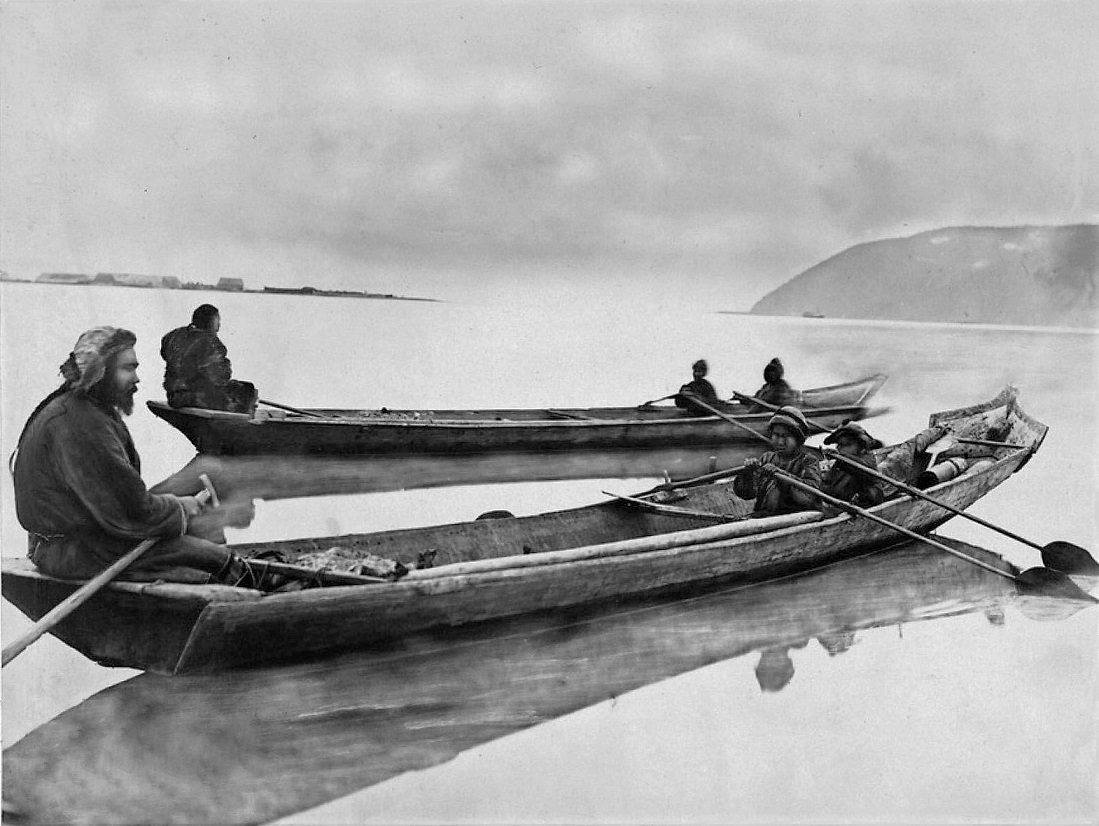
ニヴフのボート（1860-70年代）

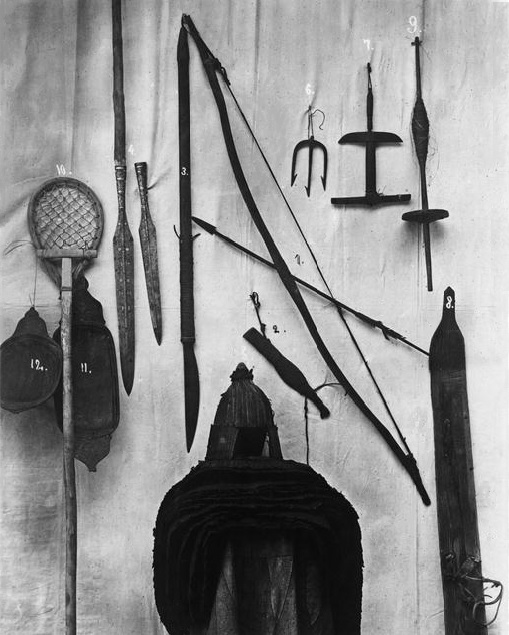
漁撈・狩猟に用いた道具（1860-70年代）
----
1.弓矢、2.ナイフ、3.斧・槍の代用となる木材、4.槍、5.鉄製鎧、6.ヤス、7.ロープの巻付け具、8.スキー、9.スピンドル、10.穴掃除のためのサック、11.トレイ、12.バケツ

### 生業
伝統的には、漁撈を主業とし、狩猟を副業として半定住の生活を営んできた。補助的には植物の実の採集も行われた。また、間宮林蔵が口述し、村上貞助が著述した『東韃紀行』に「此夷種も又交易を事とする事南方夷の如くにて尤も甚だしとす。実に男女の差別なく悉く交易を勤む」とあるように、歴史的にはさかんに交易にたずさわってきた民族である。
旧ソビエト連邦の民族学者、M・G・レヴィンとN・N・チェボクサロフは革命前の極東・シベリアの諸民族を、
1. 海獣狩猟民
2. トナカイ飼養民
3. 大河流域の漁撈民
4. タイガ（針葉樹林帯）の漁狩猟民
5. タイガの狩猟・トナカイ飼養民

の5つに分類したが、ニヴフは3.の漁撈民に含まれる。漁撈がニヴフにとって一年を通じての主要な生活手段であり、狩猟はあくまでも補助的な役割しか持たない。
漁撈で最も重要なのはサケ・マス漁で、川沿いに網をかけて行う。サケ漁は数家族の協働によって行われ、盛期には数日間で5,000尾近い漁獲があったという。チョウザメ漁もなされた。漁法は魚によって異なるが、同じ魚種であっても季節によって変えることがあった。近代に入り、ニヴフの男性は漁船団の乗組員になることも多かった。海獣狩猟ではトドやアザラシが重要で、トドは固定網で狩り、春の初めから夏にかけて行われるアザラシ猟では、棍棒や銛が用いられた。間宮海峡側ではシロイルカの捕獲例があるが、それについては1920年代のE・A・クレイノヴィチの報告がある。海獣狩猟は、手近なところでは個人猟であったが、海獣の群居する遠隔地へは集団を組んで10人以上乗れるような大型の舟で狩りに出かけた。ニヴフ族の民族学者Ch・M・タクサミによれば、ニヴフではクジラは狩りの対象とはならず、特にマッコウクジラは聖なる獣とみられていたという。
陸地での狩猟は周辺諸族に比較すれば重要性は低いものの、クマやクロテンなどがおもな狩猟対象で、銃、わな、弓矢が用いられた。鳥類も補助的に狩猟の対象となった。テンやキツネなどは、毛皮を目的としたもので、交易品として農産物や織物、金属器、装飾品などと交換された。19世紀中葉以降は農業が伝わり、ジャガイモなどが栽培された。ただし、大地を傷つけることをタブーとするニヴフの伝統には根強いものがあり、ロシア人が農耕を勧めても相当に抵抗したといわれる。
こうした生業に必要な道具は古くはほとんど自家製であったが、金属製のものは中国人、日本人、ロシア人らとの交易によってもたらされ、それを鍛冶屋が鋳直して作ることが多かったという。また、カバノキの樹皮工芸がさかんで、あらゆる用途にこれを用いた。

### 交通手段とイヌ飼養
イヌを重視することは樺太アイヌ以上であり、常に多数飼っていた。『東韃紀行』には、イヌを1人で「各三頭五頭」と飼養しているとし、イヌは「尤も甚しとす（オロッコ夷に異なり）」と記されている。男女とも1人で少なくともイヌ3匹を飼うことについて、ニヴフでは、1匹は山の霊にささげたもの、1匹は水の霊に、もう1匹は火の主（ぬし）にささげたものと説明されている。
伝統的な交通手段は、主として犬ぞりとスキーであった。ニヴフの居住域はトナカイ飼養民の居住域に近接しているが、トナカイを飼うことはまれであった。サケ・マスの干魚は人間とイヌの主要な食糧となっていて、かつては、飼っているイヌの数が貧富の基準とされていた。犬ぞり用に訓練された多数のイヌを飼うには大量の魚や海獣の肉が必要であり、漁撈・海獣狩猟の経済とイヌの飼育は分かちがたく結びついていた。イヌは、ニヴフにとって貴重な財産であり、贈り物や儀礼の際には供儀としても用いられた。イヌは食用としても、毛皮で衣服をつくったりするのにも利用され、人びとのあいだに過失や災厄があったときの損失補償としても用いられた。
なお、水上の主要な交通手段としては、大型の外洋船と河川用の丸木舟があった。

### 生業暦
生業暦については、1920年代に調査をおこなったクレイノヴィッチによる以下のような報告がある。
- クルの月 : 1月。酷寒期で、犬ぞりが使える。かつて男性たちは仕掛け弓を用いてテンを狩猟した。熊祭りの準備。
- ワシの月 : 2月。テン猟を継続。熊祭り。
- オオガラスの月 : 3月。男性は中旬までテン猟を継続。女性はイラクサの繊維で糸を撚る。
- セキレイの月 : 4月。男性はスキーを着用して野生トナカイ狩りに出かける。ボート（刳り舟）をつくる。女性は漁網を編む。
- ピトゥルの月 : 5月。男性たちはサケ漁を開始する。銃でクマ猟をおこなう（かつては仕掛け弓を用いた）。ボートづくりは継続する。女性たちは昨年できたミズバショウの塊茎を掘る。
- ウグイの月 : 6月。男性たちは簗や網を用いてウグイ漁をおこなう。クマ猟の継続。巣穴の仔ギツネの捕獲。ボートづくりは完了。女性たちはエゾノシシウド（セリ科）を採集し、乾燥させる。
- ヌィキシュ、ピルクル、フキなどの植物を乾燥させる月 : 7月。男性たちは乾燥したウグイの収納と仔ギツネ猟。女性たちはゴボウに似た植物を採集して乾燥させる。
- カラフトマスのユッコラをつくる月 : 8月。男性たちはカラフトマス漁をおこない、女性たちがそれをユッコラ（乾魚）にする。漿果（ベリー）摘みを始める。
- サケのユッコラをつくる月 : 9月。男性たちはサケ漁をおこない、女性たちがそれをユッコラにする。ベリー摘みを続ける。靴の中に敷くための特に柔らかな細い干し草をつくる。
- テンの罠猟の月 : 10月。男性たちはテンの罠猟やクマの冬眠の穴を捜す。女性たちは糸や網をつくるためのイラクサの採集。
- 舟を引き揚げる月 : 11月。舟の引き揚げ。雪害に遭わないよう養生する。
- トゥロの月 : 12月。河川も湖沼も凍結し、犬ぞりの使用開始[59]。

5月から9月にかけてはウグイやサケ・マスの漁撈が大仕事となるが、特にサケは母川回帰性を持ち、産卵期には海から生まれ育った河川の上流、奥深くまで群れをなして大量に遡上する。なお、女性の猟師がたくさんいたツングース社会とは異なり、ニヴフの女性は狩猟に出なかった。伝統的なニヴフ社会では、男女の役割分担がたいへん発達していた。

## 文化・習俗
間宮林蔵の足跡を追って北方を探検した髙橋大輔によればニヴフ社会は「女尊男卑」の社会であり、間宮林蔵『東韃紀行』にも、ニヴフでは、たとえ女性にどんな過失があっても女性を殺すことは絶対に許されないことが記されている。女性は全体として数が少なく、早婚であったため大切にされ、特に裁縫の上手な女性はとても大切にされた。裁縫をしない女性は実家に帰されることもあったと伝わるので、女性たちは誰もが熱心に裁縫に励んだ。交易がさかんであったためか、社交的であり、結婚相手が他民族であってもいやがらない。これは、トナカイ飼養民族で、それゆえイヌを飼う民族にはなるべく近寄らず、異民族との結婚を極力避けようとする排他的なウィルタとは著しい対照を示している。
男女ともに多情な気質で、結婚相手をめぐって刃傷沙汰におよぶこともあったというが、たいへんに礼儀正しく、喧嘩は悪徳とされており、むやみに争うことはないという。ただし、勇敢さは重んじられており、また、家や村の外で自慢をすること、嘘をつくことは恥ずべきことだと考えられている。
社会生活は氏族制の原理によって支配され、伝統的にはシャーマニズム（巫俗）を奉じてきた。シャーマン専用の服もあったが、シャーマンの役割はニヴフにおいては必ずしも大きいものではなかったといわれている。生者と死者の世界を取り結ぶ動物として、クマが大切にされてきた。熊祭りは、アムール川下流からサハリンにかけての諸民族に広がっており、ニヴフ・アイヌのほか、ウリチ族・オロチ族にもみられる。
熊儀礼、物質文化、豊かな口承文芸の世界など、アイヌ文化との共通点も少なくない。
なお、ロシアの文学者アントン・チェーホフは1890年にサハリン（樺太）に渡り、ルポルタージュ『サハリン島』（1893年発表）を著述し、ニヴフ民族に関する記述を残している。しかし、そこに示されたニヴフの文化や習俗、社会生活に関する記述は、村上春樹の小説『1Q84』（2009年、2010年）にも引用されるなど影響力が大きく、たいへん有名である一方、正確さに欠ける箇所も多く、検証を要する部分も少なくない。

### 生活文化

#### 集落
19世紀に最初の総合的な学術調査をおこなったL・シュレンクによれば、漁撈とアザラシ猟を生業とするニヴフは、当然ながら魚の豊富な地点を選び、なるべく水際に住もうとする一方、住地としては、春の雪解けによる氾濫で浸水しないような高燥な沿岸の、舟着場をともない、なおかつ高い森林や繁茂する灌木に囲まれて冬の嵐や吹雪が避けられるところを理想としてきた。したがって、夏の条件と冬の条件をともに満たすような場所には定住的な集落が営まれるが、そうでない場合は夏用の村、冬用の村が別個につくられることになる。その場合、年に2回、夏村と冬村の間を移動することになるが、いずれも定住的な集落である。夏村が海岸のすぐ傍らにある場合、冬村は多くの場合、それよりはやや内陸にあり、そこでは冬の悪天候を避けることができ、薪の入手も容易で、狩猟にも便利なことが多い。夏冬の住居が近接して同じ集落のなかにある場合もあれば、遠く離れて所在する場合もある。また、冬村の住人が夏には四方に分散して漁撈にあたり、秋になると冬村に帰って共同生活を送るというパターンもある。

#### 住居

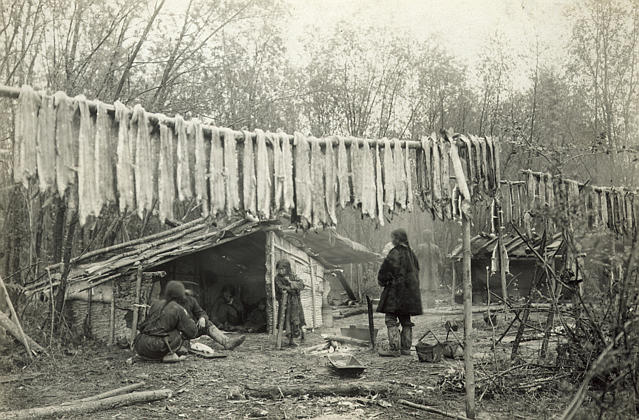
夏の村と干し魚（20世紀初頭）

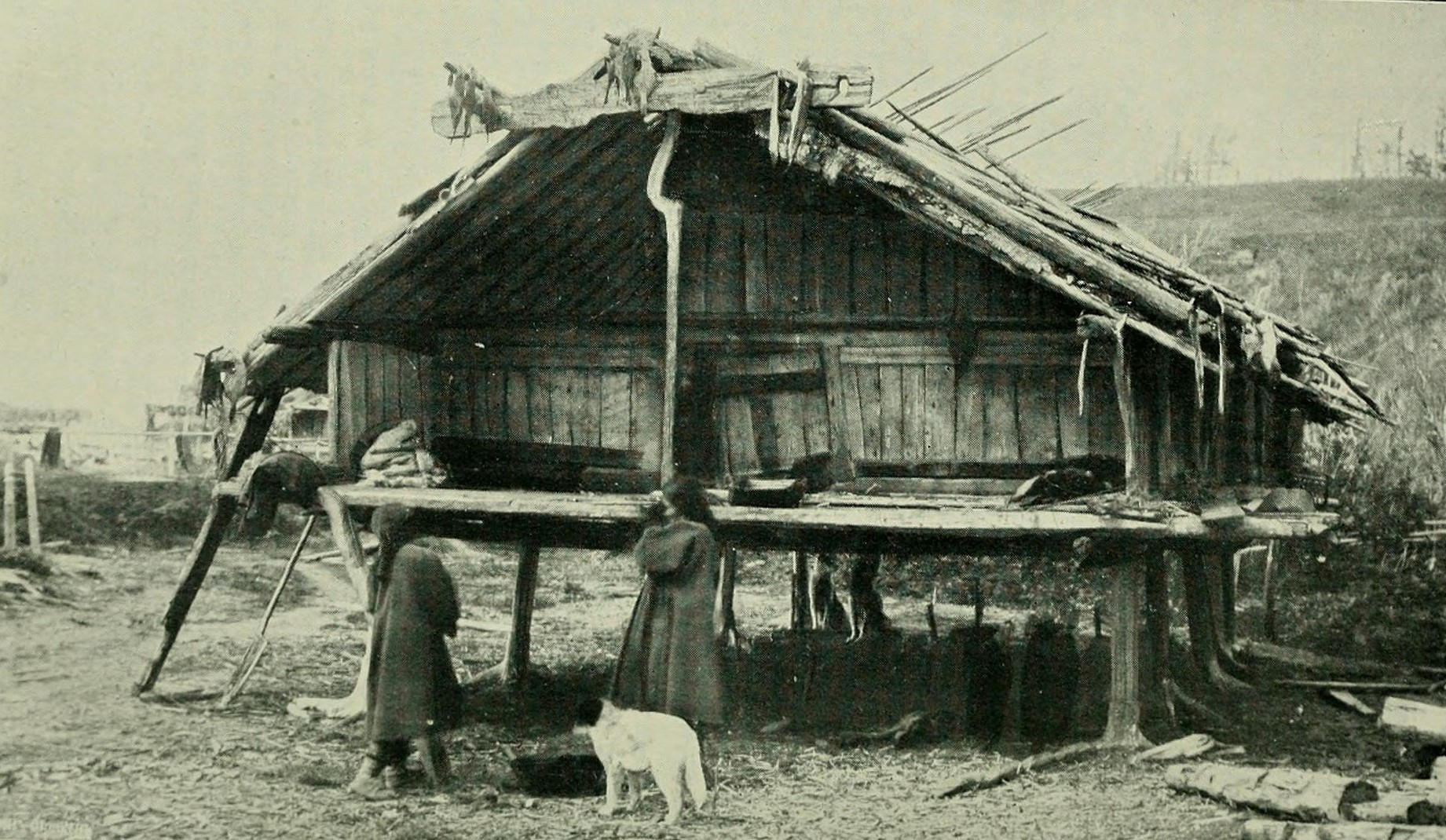
高床建物（1903年）

間宮林蔵やL・シュレンクはニヴフの建物を4つに分類している。
1. 穴居
2. 穴居せざる者の居家
3. 穴居する者夏居る処の家
4. 倉庫

「穴居」というのは半地下式住居のことであり、ニヴフ語で「トルフ toryf」と呼ばれる。かまどと囲炉裏をともなう冬用住居で、1920年代以前にはオンドル装置によって煙を暖房に使ってから外部に排出していた。アイヌから伝わったともいわれる住居で、現在では見られなくなったが、1960年代までは存在していたとみられる。外観は土まんじゅうの形をなしており、冬には雪に覆われ、煙出しの部分だけが外部にあらわれる。内部は木でピラミッド状の骨組みが組まれ、その上から土をかぶせて外壁としている。囲炉裏の火は絶やさぬよう常に灯されており、天井にはタマ・クティ（tama khuty）と呼ばれる煙抜きの穴があるが、明りとりの役割もあった。入口は必ず東向きに、土まんじゅうから突き出して設けられた。イテリメン人やコリャーク人とは異なり、煙出しから出入りすることはなかった。半地下式なので敷居と土間の間に高低差があり、出入口に階段をともなう場合とともなわない場合がある。
「穴居せざる者の居家」というのは19世紀になって広まった住居スタイルであり、ニヴフ語で「チャドルフ chadryf」と称される。これは丸太を組んだログハウス状の家屋であり、半地下ではなく地上式なので、窓ができて明りとりがしやすくなった。ただし、冬に寒風が吹きこんでくる難点がある。内部は土間があり、かまどが2つある。土間の中央には犬を飼うための長い板（kangyl）が設けられていた。なお、地上式住居では日本と同様障子を用いており、障子が格子状になっていることも日本と同じであるが、そこには紙ではなく魚皮が張られる。
「穴居する者夏居る処の家」というのはニヴフの夏季用の家屋（仮小屋）であり、「ケルフ keryf（海の家、海岸の家）」と呼ばれて川岸や海岸に建てられる。ニヴフは10月から5月までは内陸の冬用の家で暮らすが、5月から10月は夏用の家で暮らす。夏季用住居は地上にそのまま建てる平地建物と、杭上に建てる高床建物があった。
「倉庫」というのは高床倉庫のことで、ニヴフ語で「ニョ nyo」と呼ばれる。構造は夏季用住居のケルフとほぼ同じであるが、食糧庫として利用されていたため、杭（切り株）の上にはネズミ除けが設けられていた。
かつては、家を建てるのに先立ち、悪い霊が近づかないようにするため、一連の儀式が執り行われた。それは、家の四隅でそれぞれ生贄となるイヌを1匹ずつ殺し、その血を隅の柱に塗り付けるというものであった。家が完成すると祝宴が開かれ、殺された4匹のイヌの肉が客にふるまわれた。また、その頭蓋骨は屋根の上に置かれ、魔除けとされた。
なお、日本時代に樺太庁博物館として建てられたユジノサハリンスク（豊原）のサハリン州郷土博物館には、ニヴフ族の住居を再現した展示がなされている。

#### 食事

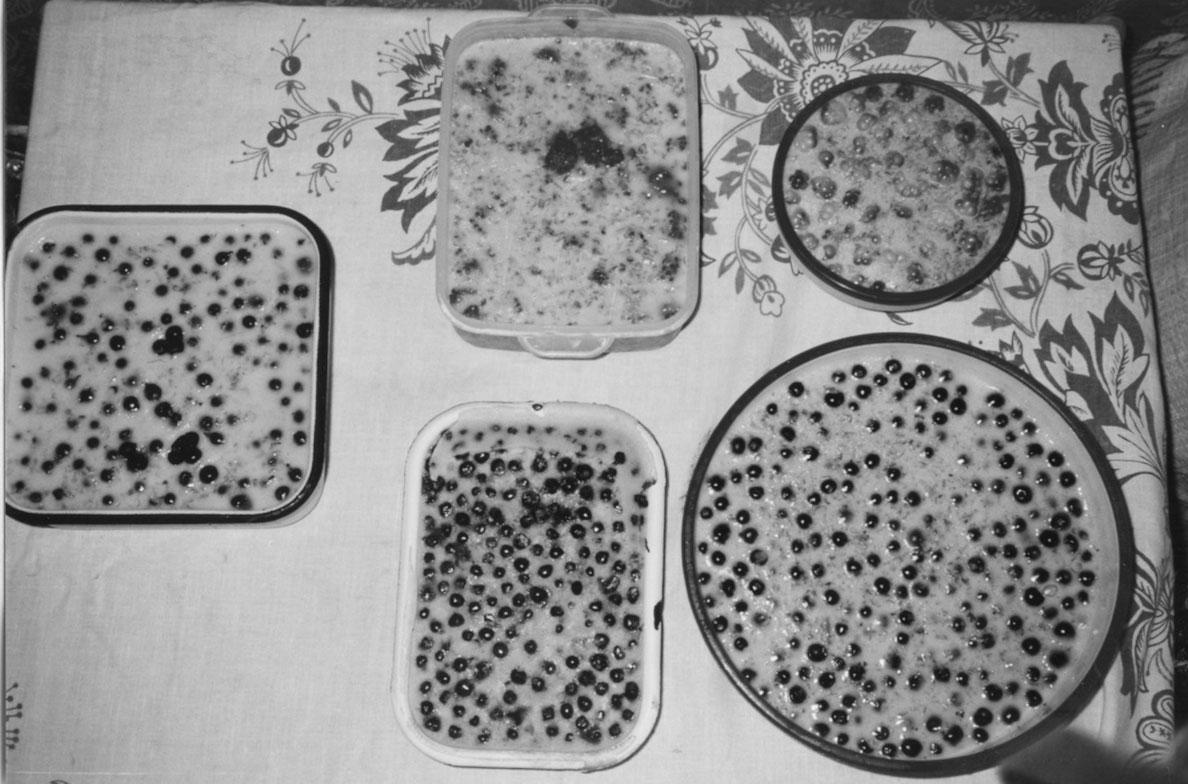
伝統的料理-モス（ベリーと魚の皮カスタード）

主として魚・肉を食べる。魚はサケ類やチョウザメであり、干し魚（マ、ユッコラ）や刺身（タルク）にして食す。保存用の干し魚は、パンや飯に相当する主食であった。他の保存方法には燻製や塩漬け、冷凍がある。サケの漁期には煮たり焼いたりしても食べられた。魚を煮出してとった脂肪分（魚油）はバターとして料理に用いたほか、コロイド（膠質）は多用途に用いてきた。干し魚は魚油や海獣油にひたして食べることが多かった。凍魚（グンチョ）も好んでよく食べられる。チョウザメは、グンチョが美味とされるほか、焼いたり、スープにしたりすることもあった。獣肉は主にアザラシであり、塩ゆでにして食されることが多い。他にはクマ、キツネ、オオカミ、アナグマなども食されることがあったという。丹菊逸治（言語学・口承文学）によれば、ニヴフの人びとは日本人と比べても魚の生食を好むという。
食事のスタイルとしては、複数の料理を並べて同時に食べるということはせず、皆で一品同じ料理を食べ、終わったら次の一品を別の皿に盛って食べるという方法を採る。ニヴフでは、伝統的に「食べ物はすべて同時に薬でもある」と考えられてきた。また、ニヴフは伝統的に「おすそわけ」が非常に重視される社会である。
酒は、大陸との交易で入手した蒸留酒「アルカ」が好んで飲まれた。

#### 衣服

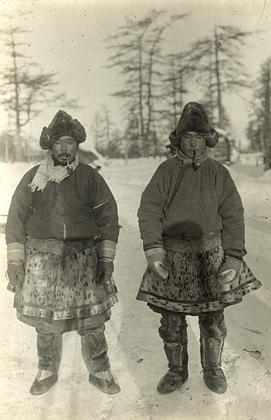
伝統的なシャツとスカートを着たニヴフ。サハリン州

下着にはズボン下とシャツがあり、その上からズボンと膝まで達するシャツを着る。伝統的なシャツは「スキー」、スカートは「コスク」と呼ばれる。シャツは左から右へ合わせ、首と胸のところで止める。肌着は中国製の青または灰色の木綿製が多い。暖かい時には下着だけのことも多いが、夏でも寒い日には犬の毛皮の外套（ロシア語ではシューバ шyбa）を着る。女性たちは、ロシア語ではハラート（xaлaт）と呼ばれる膝下まで達する魚皮製のシャツを作って、それを着る。アザラシを用いた衣服を作ることもある。
代表的な履物は、アザラシの皮を用いた長靴である。足の甲の部分と靴底は毛を取り除いて利用し、胴の部分は毛を表にした皮を膝まで伸ばし、ズボンをその中に入れて紐で縛り付けて異物が靴のなかに混入するのを防ぐ。
かぶり物は、降雨や直射日光を避けるためにヒブハク（hib-hak）と呼ばれる笠をかぶる。

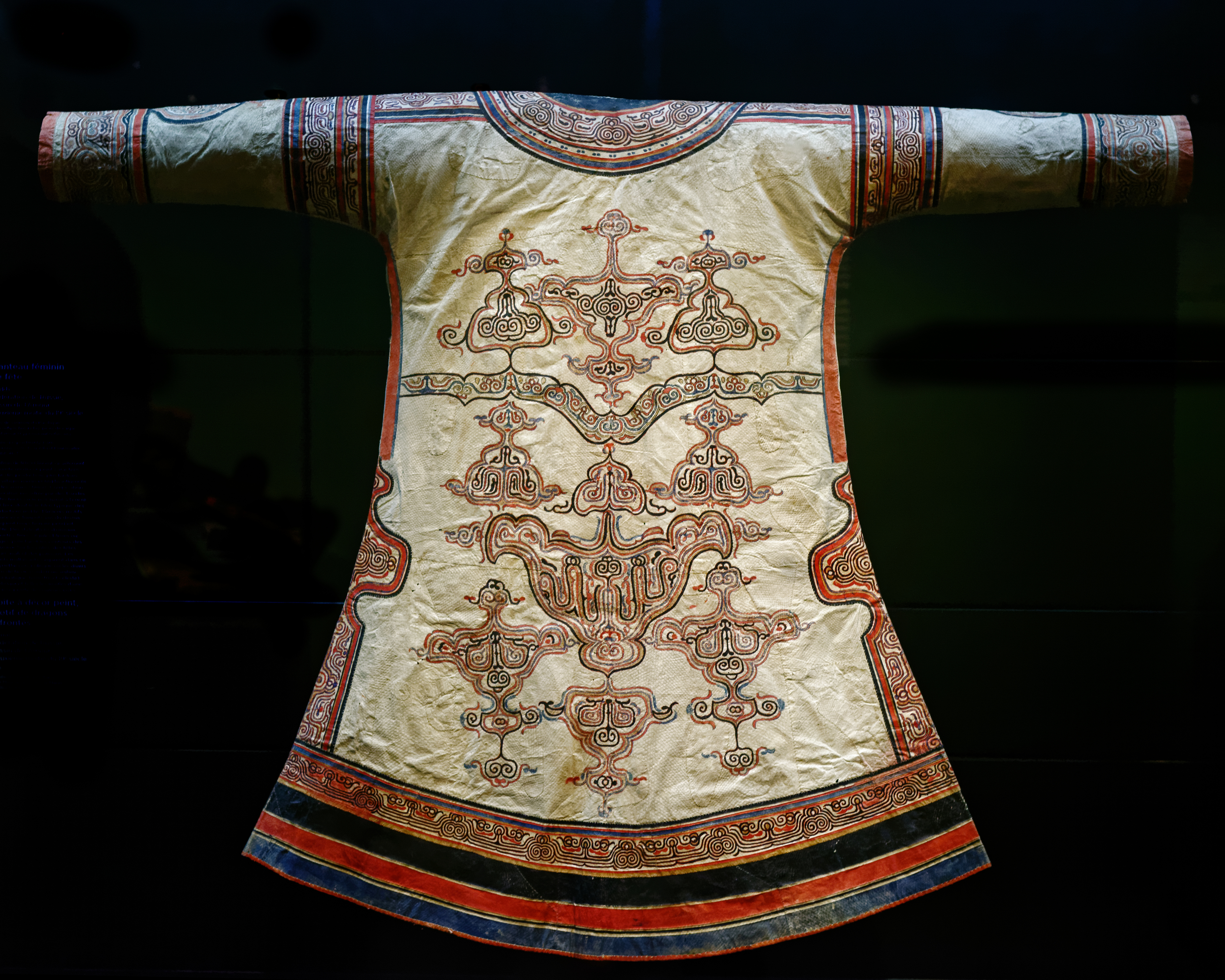
サケ皮でつくった女性用ドレス（19世紀、ケ・ブランリ美術館所蔵）
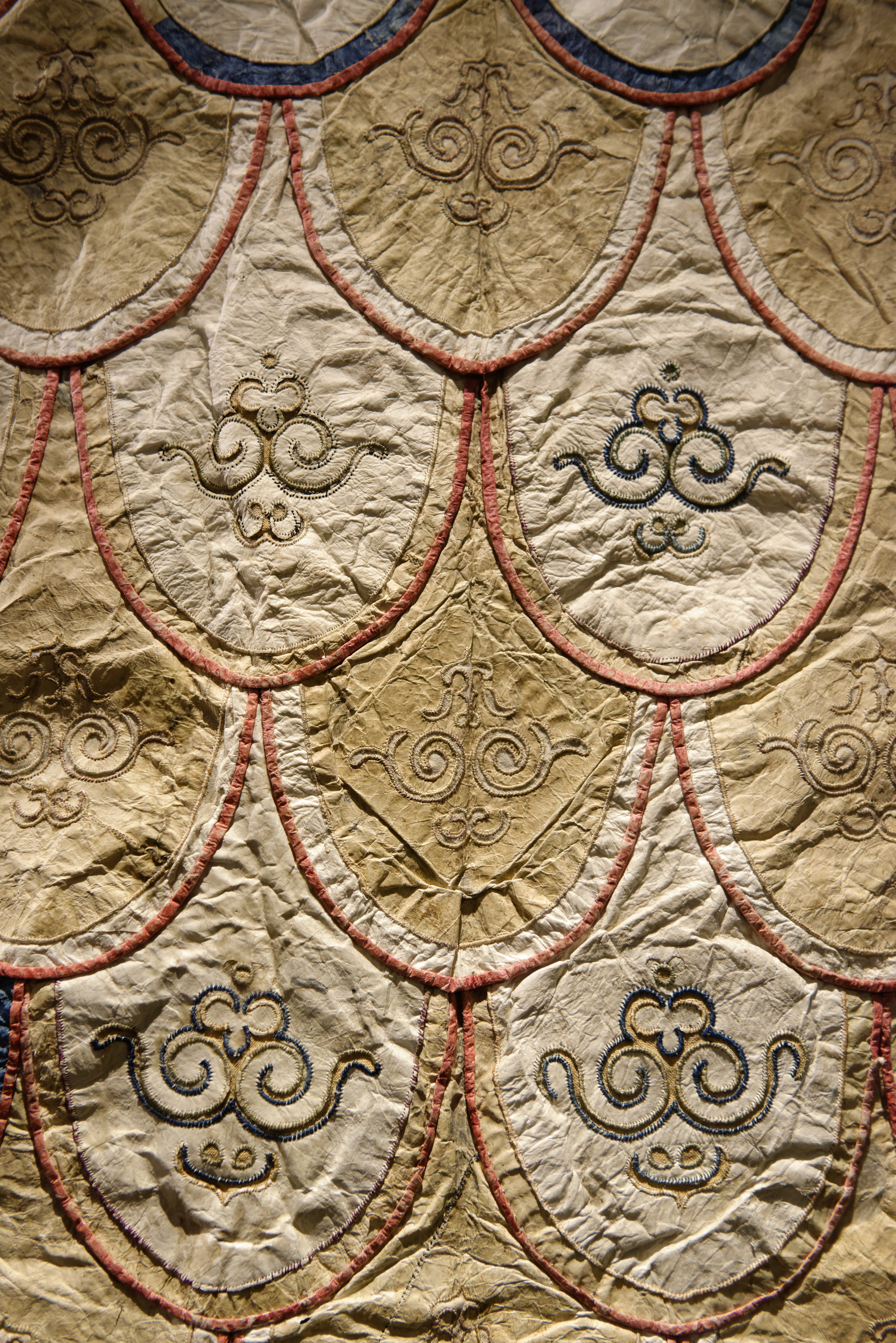
サケやアムールコイの魚皮と一部に銅を使用した女性用ドレスの一部（1934年）
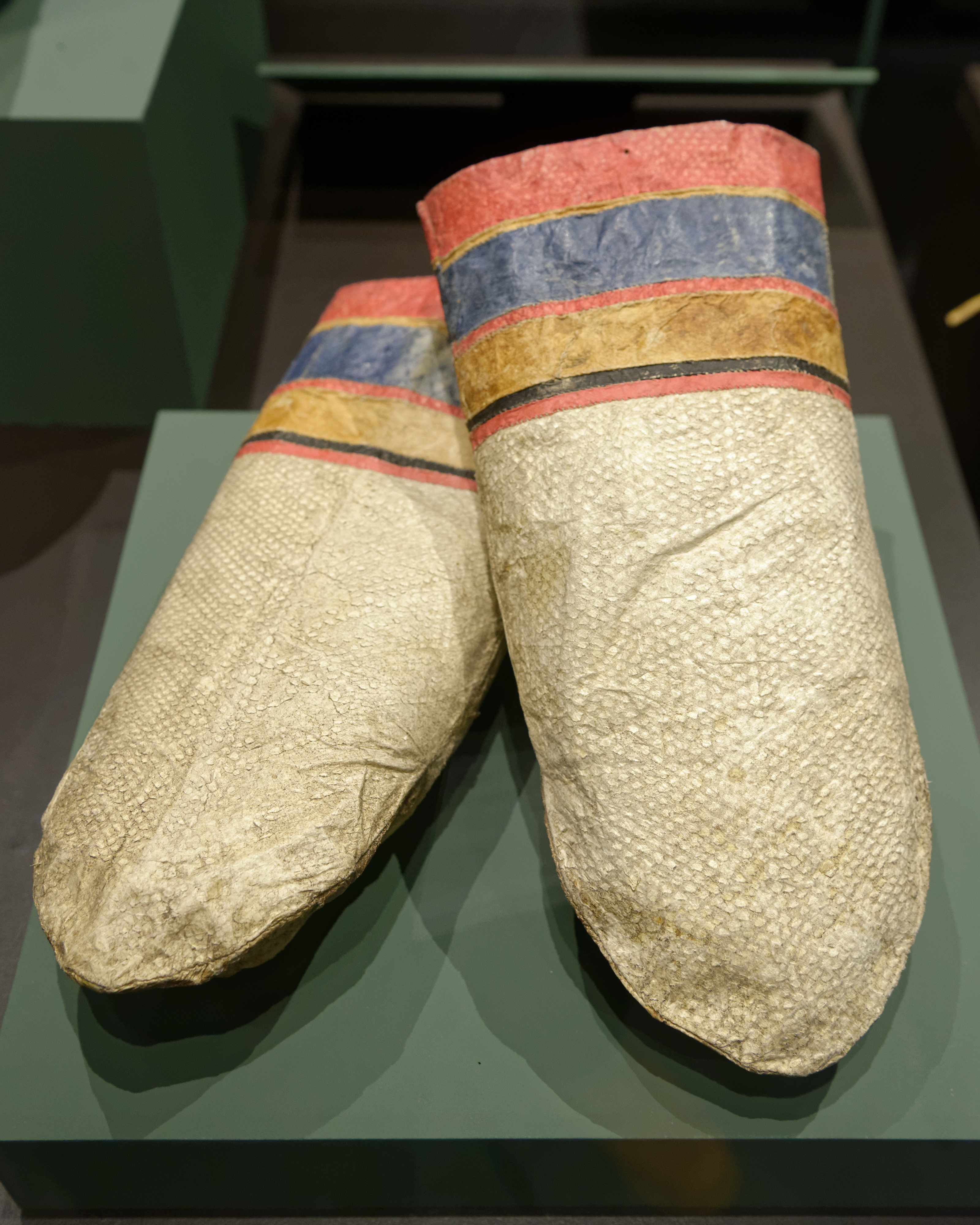
魚皮製の手袋（19世紀、ケ・ブランリ美術館）
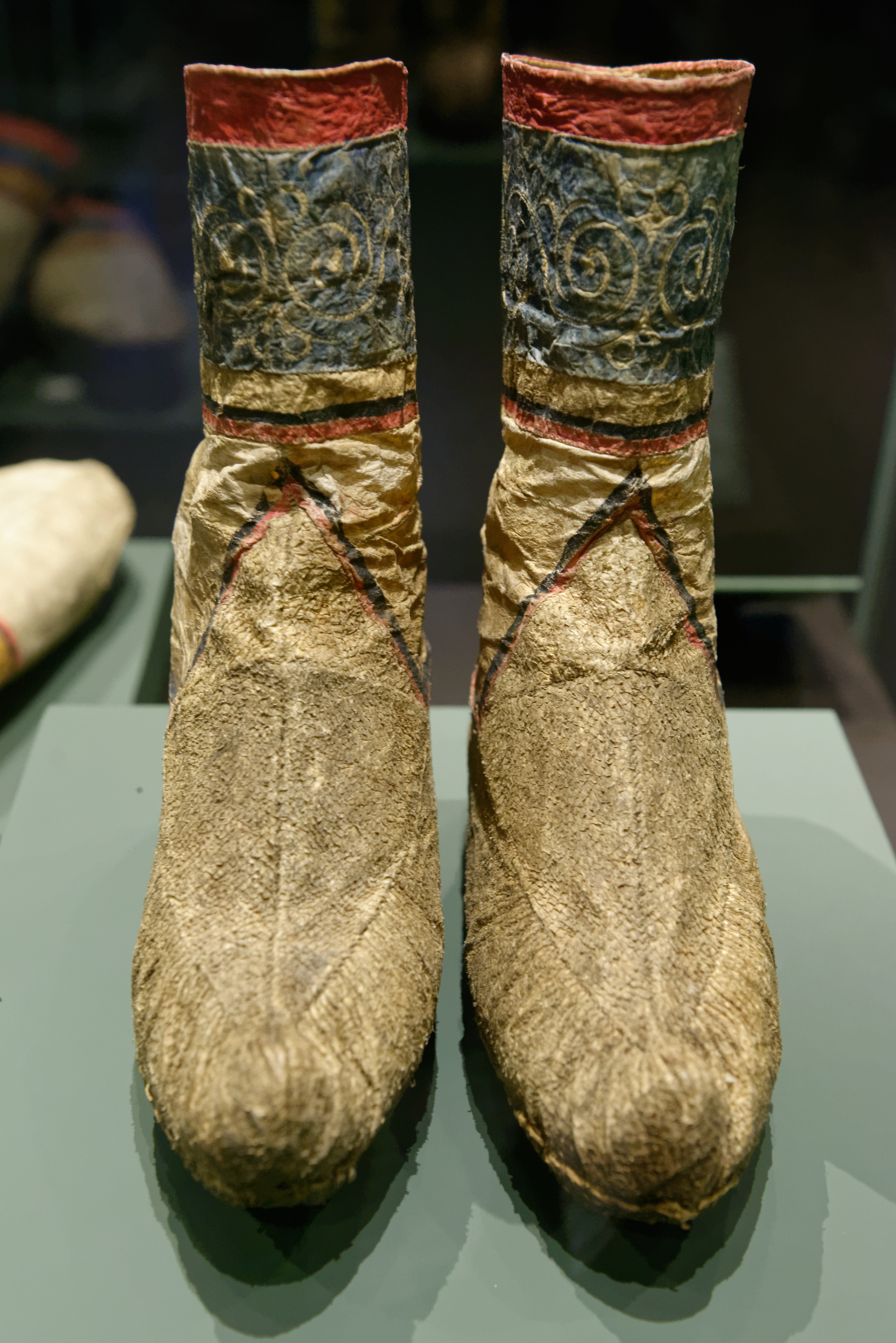
魚皮製のブーツ（19世紀、ケ・ブランリ美術館）
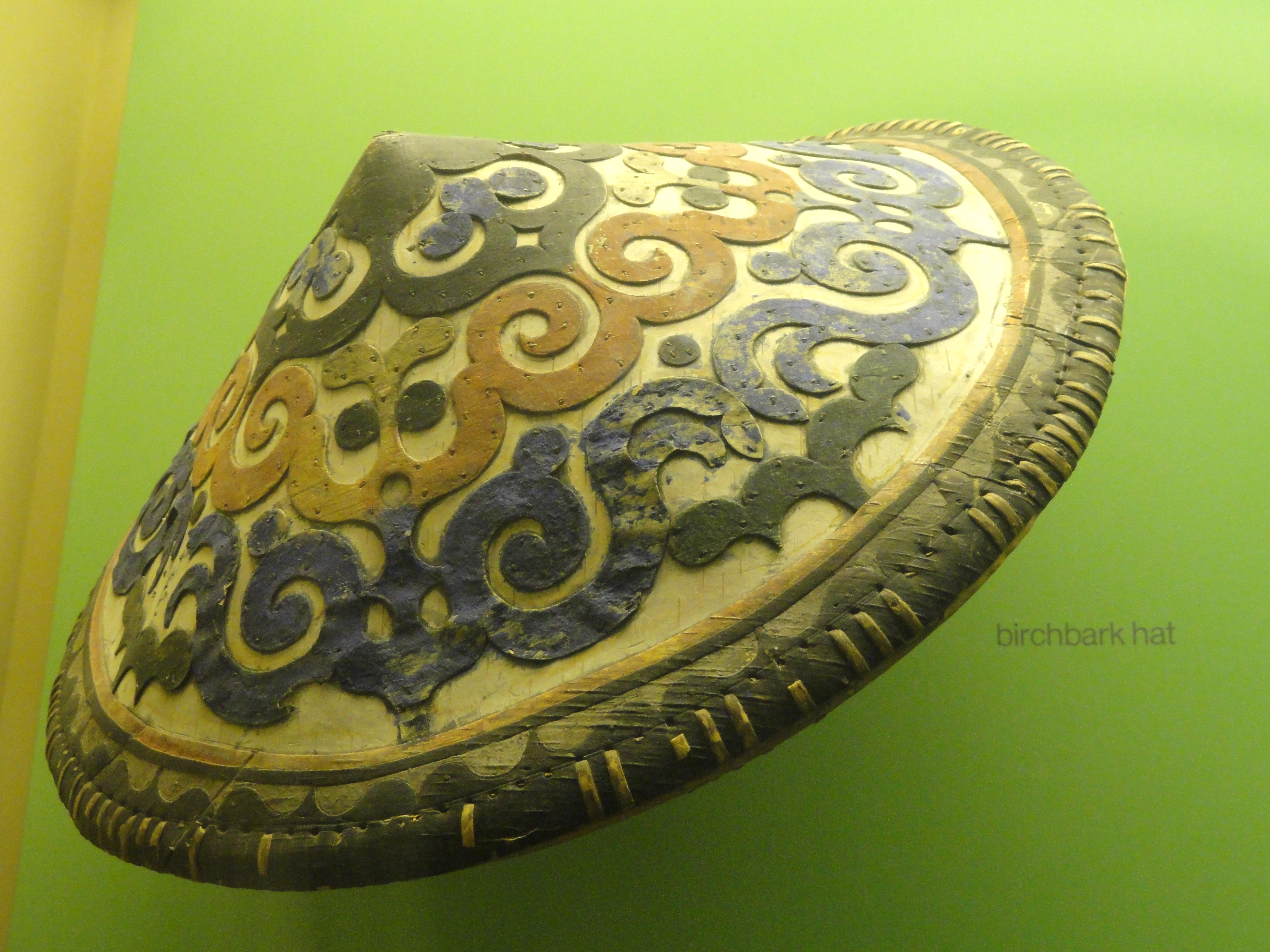
カバの樹皮でつくった笠
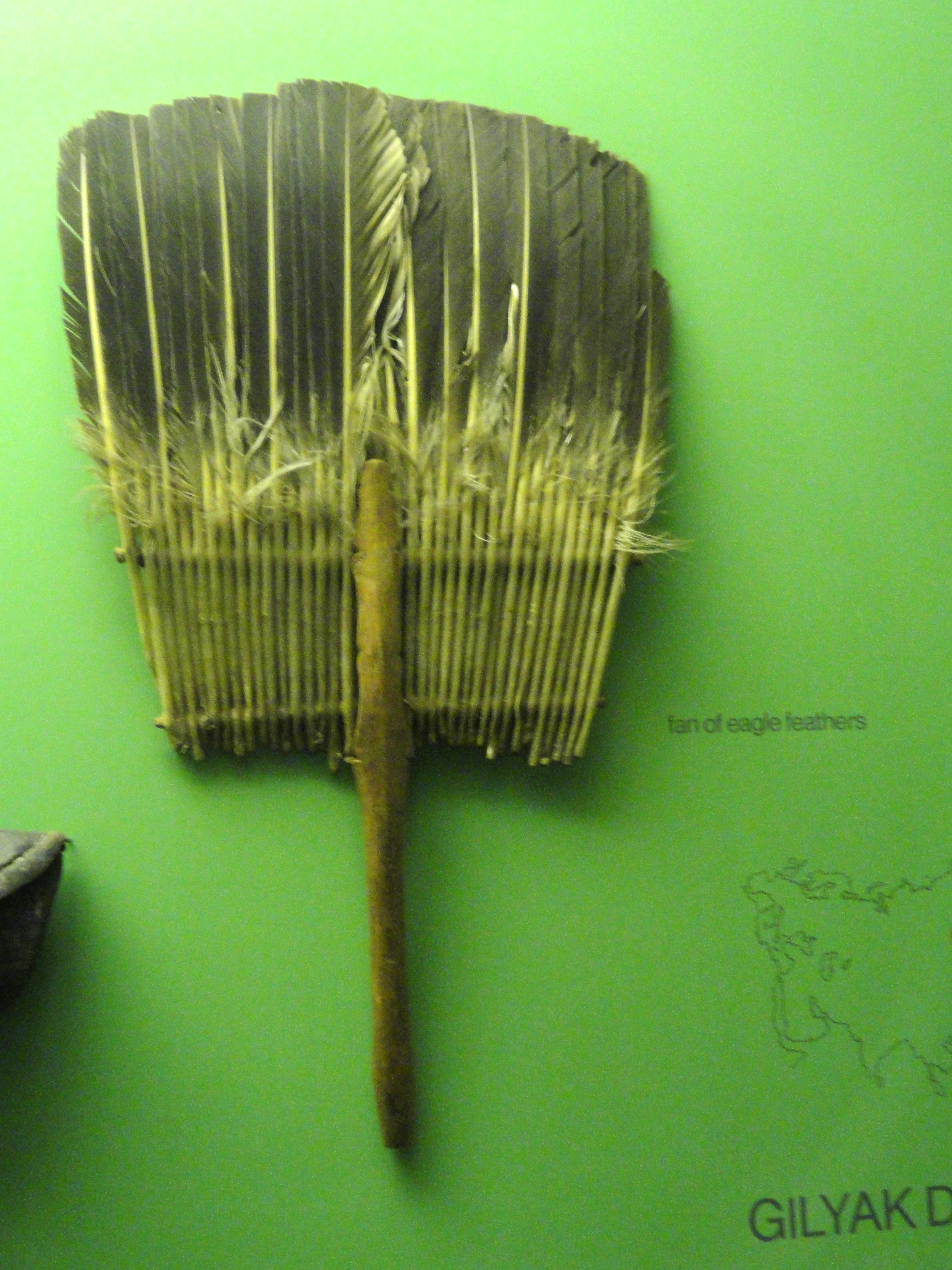
タカの羽毛でつくったうちわ

### 言語
ニヴフ語の方言は、島嶼（樺太）と大陸のアムール川流域で大きく異なり、別言語とされることもある。民族学者の佐々木高明によれば、ニヴフの言語はウリチやウィルタ（オロッコ）などツングース系諸語とはまったく異なっており、むしろネイティブ・アメリカンの言語に似ているとさえいわれており、周囲に親縁な兄弟言語をもたない、孤立した言語である。便宜上、古シベリア諸語（パレオ・アジア語）の一つとして扱われることがあり、仮説段階ではあるが一部でチュクチ・カムチャツカ・アムール語族に含めて扱うことが検討されている。1930年代にはアムール方言を基礎とした文字が案出され、初等教科書も編纂された。
日ソ（露）両国は、双方とも少数民族に同化政策を押しつけたため、ニヴフの固有文化は損なわれたが、1980年代からは一部の学校でニヴフ語が教えられるようになり、ニヴフ語新聞も発行されるようになった。

### 氏族制と婚姻

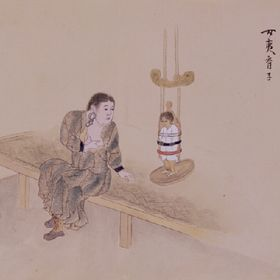
ニヴフの母子。母親は魚皮を縫い合わせたシャツを着ている。また、子どもをゆりかごに立たせて育てる風習が描かれている。
----
間宮林蔵口述・村上貞助筆録『北夷分界余話』巻之8「スメレンクル夷上」（1810年）より

ニヴフ社会は数十もの外婚的父系氏族に分かれていて、1つの氏族は多くて80人、だいたいが50人ないし60人から成っている。氏族の成員は、結婚費用の支払いや葬儀、殺人事件の賠償などといった際には相互に扶助する習わしになっていた。氏族間の婚姻には一定のルールがあり、「義父」と称される妻たちの出身氏族と「婿」と称される娘たちの嫁ぎ先の氏族が一致してはならないという族外婚規制が厳重に守られてきた。つまり、父方が同じ親族とは結婚できないということであり、結婚相手はかなり限定されることになる。ニヴフ居住域の外縁に住む人びとはいっそう結婚相手が少ないので、異民族との婚姻も広く行われてきた。なお、後述するように、ニヴフのクマ信仰は濃厚に氏族的形態を帯びたものであった。
スモリャクの調査によると、19世紀末から20世紀初頭にかけてギリヤークの氏族は67を数えた。氏族の名はクマ、アザラシ、鳥などの動物名、人のあだ名、一年の月名、場所名などに由来するものが多かった。ニヴフの父系氏族システムでは、異民族出身の男性が「婿」に入ってくると、その子孫は自動的に「異民族系」の新しい氏族を形成するが、その文化も言語もニヴフそのものである。
ニヴフの伝統社会では、父親の地位は相当に高く、家庭内で妻子は父に対して敬語を使うことになっており、また他人の前、公式の場では女性は男性を立てることが求められた。女性は伏目がちであることを求められ、男性の目を凝視することはタブーとされる。また、男きょうだい同士、男と女のきょうだい同士は直接話をしないしきたりになっていて、独り言や第三者への呼びかけによって伝えるべきことを伝えることになっている。父や兄と狩猟に出かける際も、子や弟はその下についてサポート役となるが、目上の者は明確に言葉に出して指示を出さず、それとなく分かるようにふるまい、目下の者が忖度して動くことが常である。同じ氏族の親族は、祖父母の世代、父母の世代、自分の世代、子どもの世代と世代ごとに分けられ、いとこであっても兄弟筋として扱われ、父母の世代は親の筋として扱われる。
婚姻は、古いグループ婚の名残りをとどめる。表面的には一夫一婦制であるが、富裕な男性が複数の妻をかかえることがあり、一部には一妻多夫もみられる。兄（従兄を含む）の妻は弟（従弟も含む）にとっても妻であり、弟側は兄嫁に髪を漉いてもらったり、シラミをとってもらったり、性交渉権さえもっている（兄にはその権利がなく、弟の妻と親しくすることは許されない）。弟はいつでも兄の代理を務めることができ、また、妻と弟の間にできた子どもは社会的には兄の子として扱われる。夫は、妻の「不貞」に対してきわめて寛容であり、いかなる場合もそれを追及することがないということは、間宮林蔵のみならずロシアの観察者も認めるところである。しかし、許されない相手と交渉を持ったときにはかなりの責任が問われたものと考えられる。

### 宗教
宗教は、近世以降のロシア人との接触により公式にはロシア正教会の教えを受容したことになっているが、実際には伝統的なアニミズム的信仰の方がはるかに強く人びとの精神生活を支配している。ニヴフの人びとは、宇宙を海、山、大地、天空の世界に区分し、それぞれに最高神（タヤガン）＝「主（ぬし）」がいるとされ、その下に諸々の神（クス）や悪霊（ミルク）がいて人間に恵みや善、災いや悪をもたらすと考えてきた。これらは、人びとから様々なかたちで親しまれたり、恐れられたりしてきた。「主」のなかでは、とりわけ、「山の主」と「海の主」が重要とみなされ、「山の主」「海の主」は、それぞれ山の幸、海の幸をもたらすものとして尊崇され、定時をもって儀礼を行い、供物をささげて豊穣を祈願する一方、感謝の念をも伝えてきた。
クマは山の世界の人間とみなされており、下界に対応する氏族をかたちづくると考えられている。熊送りの行事や「水の主」の儀礼は、それゆえ氏族の祖先崇拝儀礼の意味を有している。氏族全体で行われる熊祭りには「婿の氏族」の代表者が招待される。熊送りの行事は、森のなかで子グマをとらえて数年飼い、多くは冬の佳日を選んで育てたクマを殺し、「山の主」に捧げて祝宴を開き、踊りや犬ぞり競走などを行うという一連の営みをともなっている。ここにおいて、クマを殺す作業には、クマを飼養した氏族に属する者は一切手を出すことが許されず、「婿」にその役割が与えられる。祝宴では、クマは煮て食べられるが、この祭りを組織した氏族はクマの頭部と煮汁を口にすることはできるものの、その肉を食べるのはタブーとされ、肉はもっぱら客である「婿」の氏族員によって食されることになっている。クマはニヴフの同族とみなされ、祭りの際も人びとはクマに様々なかたちの敬意を示し、殺すことを怒らないよう懇請する。殺されたクマの霊魂は森林のなかの同族のもとへ赴き、人間がクマに対し親切だったこと、人間はクマの友であり、彼らと友だち付き合いをしなければならないことを物語るものと考えられた。
それぞれの氏族がそれぞれのクマを持っており、各氏族の守護者とみなされた。祭りの残骸となったクマの鼻や爪、頭骨などは氏族の神聖な遺物として大切に保管され、殺されたクマはその子孫として復活するものと信じられた。ソビエト連邦政府は熊送りの行事を禁止してきたが、ソ連解体以降、宗教行事ではなく文化の営みとして復活した。現代では、木、象牙、獣骨などに彫られた小さいクマの像が代用品として用いられている。

### 死と葬送
ニヴフにおいては、人生は「地上の時代」の次に他界（ムルィヴォ）と「自然界」の時代を経るとみなされていた。「地上の時代」は最も短く、他界では人間の霊魂は新しい物質的形態を獲得して氏族の仲間たちと暮らすものと考えられている。そこで死ぬと、人間は第三の世界に落ちて、草や木、鳥、蝶や蚊などの昆虫に転生するとみなされる。
人間の自然死は地上に定められた寿命が尽き、祖先の村へ還るときが到来したからと理解され、病気や事故による早世は悪霊の奸計とみなされる。また、自然死においては最後の息とともに霊魂は肉体を出ると考えられる。
ニヴフの葬送は多くの場合火葬であり、樺太西海岸では土葬が行われる。火葬の風習は、この地域においては例外的な部類に属している。遺体が火葬されている間、肉体を出た霊魂は周囲の人びととともにそれを眺めていると考えられている。火葬ののち、遺骨は火葬場付近に設営された小屋に副葬品とともに収められ、定期的に供養を受け、最後は熊送りの儀礼で締めくくられる。死因が水死、自殺、クマに殺されたという場合には、別種の葬法が採用される。
なお、葬式にはシャーマンは一切関与しない。ニヴフのシャーマンは悪霊によって引き起こされる疾病の治療が主な役割であり、その社会的地位はツングース系諸族におけるほど確かなものではない。

### 神話・伝承
ニヴフには、以下のような伝承がある。
ニヴフには、日食や月食という天文現象について、「犬が太陽・月を食べること」であるという伝承が残っており、このような伝承は女真（ジェンシン）族をはじめとするツングース系の諸民族や朝鮮民族にもみられる。ニヴフの人びとの間では太陽の中には赤い雌犬（バガシュ）、月の中には白い雌犬（チャグシュ）が住んでいると考えられており、日食（ケン・ムント＝「太陽の死」の意）は赤犬が太陽に、月食（ロン・ムント＝「月の死」）は白犬が月に咬みつくことで始まるという俗信があって、それゆえ、日食の際には「バガシュ、バガシュ」、月食では「チャグシュ、チャグシュ」とそれぞれ叫んで物音を立てながら騒ぎ立てる風習がある。また、この世のはじめの天空には複数の太陽と月があったが、余分の太陽・月が征伐されて1個ずつとなり、地上に秩序がおとずれたとする「射日神話」をもつが、これはアムール川地域のすべての民族にみられる伝承である。
ニヴフはまた、洪水神話をともなわないながらも、原初の大海原を漂っていた兄と妹が夫婦となって氏族の祖となったという神話が言い伝えられており、こうした兄妹始祖神話はアムール川流域のツングース・満洲語諸族のみならず、北方の古アジア諸族にもみられ、ほぼ同様の構成要素をもっている。

### 音楽・楽器

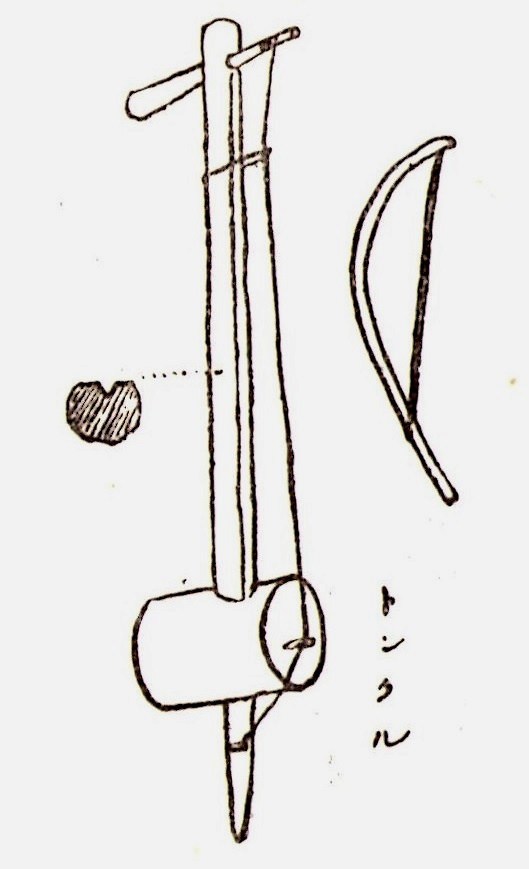
トンクル（トゥングルン）:1920年代

北方諸民族の間で古来伝えられてきた音楽は比較的単調で、楽器は片面太鼓、口琴、弦楽器、笛類などが一般的である。このうち、片面太鼓はシャーマンが呪術的・宗教的行為にともなって使用することが多かった。また、丸太を吊り下げただけの素朴な打楽器もあった。
ニヴフに伝承されてきたトンクル（Tuŋkuř）ないしトゥングルンは、円筒型の胴に棒状の棹（サオ）がつけられた擦弦楽器（弓で弦をこすって音を出す弦楽器）である。アイヌ民族の撥弦楽器（指やバチで弦を弾いて音を出す楽器）である「トンコリ」とは、形状も演奏法も異なるが、名称はよく似ている。
アイヌのトンコリ（原トンコリ）は、かつては擦弦楽器だった可能性があり、のちに撥弦楽器に転用されて使い続けられたと考えられるのに対し、ニヴフは擦弦楽器にこだわり、それを新しいものに更新したと推定される。そして、この違いは、両民族の音楽上の嗜好の差から生じたとの見解が示されている。すなわち、リズムを重視するアイヌ音楽に対し、ニヴフの伝統歌謡ではメロディと歌詞が重んじられ、とりわけビブラートを駆使した表現が好まれる。歌の音域もあまり広くなく、その意味で、トンクル（トゥングルン）はニヴフ歌謡に適した弦楽器といえる。
ニヴフでは不特定多数の人が1つの歌謡を共有するということがあまりなく、「歌」は個人に帰属するものという観念がたいへん発達している。それゆえ、「みんなが知っている歌」に乏しい。また、楽曲における「ニヴフらしさ」の判断基準は、メロディーラインではなく、むしろ、裏声やビブラートの配置、曲構成の改変といったアレンジ（の有無）にある。

## 身体的・遺伝子的特徴

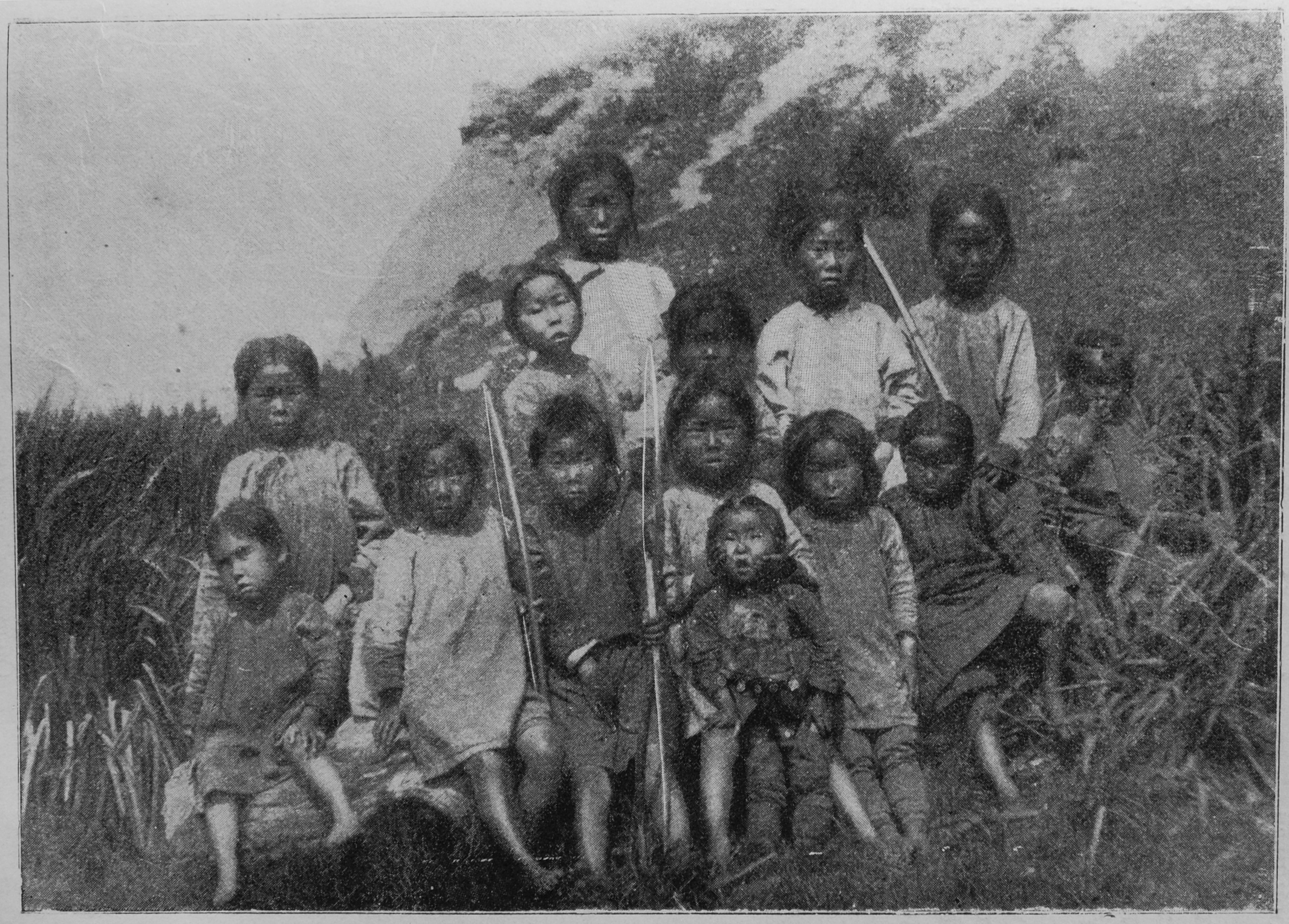
ニヴフの子どもたち（1903年、サハリン）

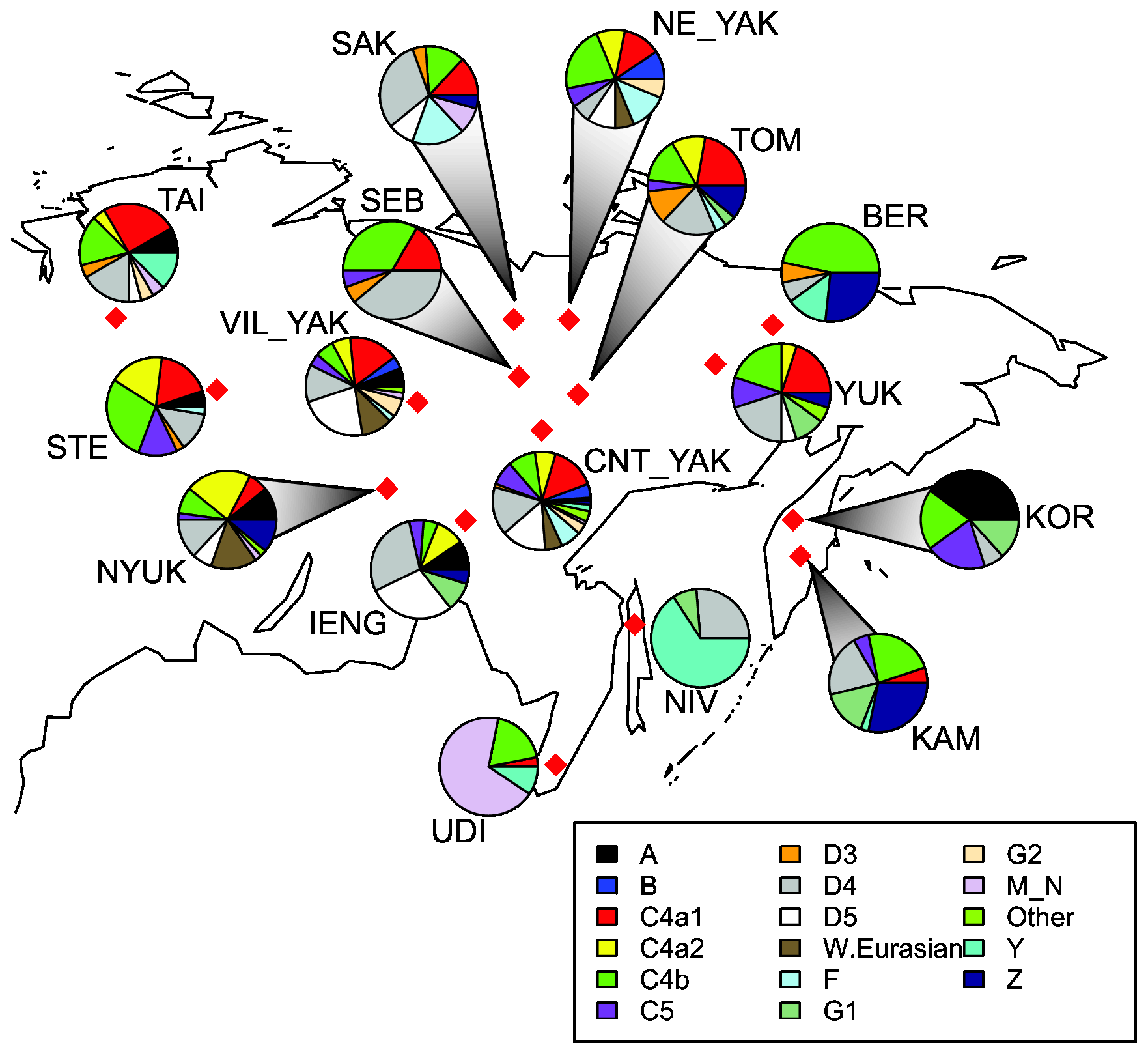
極東・シベリア諸民族（諸地域）のミトコンドリアDNA解析
----
ニヴフ（図中NIVと表示）は、他の諸民族との重複が少ないようにみえる。

### 身体的特徴
ニヴフの身体的特徴は、やや低い中肉で黄褐色の皮膚をもち、頭髪はだいたい黒色剛直である（頭髪は若干波状も混じる）。髭は濃いがアイヌほど多毛ではなく、鼻は狭い。蒙古ひだが発達している。著しい短顔と蒙古型の容貌を大きな特色としている。
樺太・沿海州を探検した間宮林蔵は、『北夷分界余話』（『北蝦夷図説』）において、ニヴフについて「オロッコ夷と異ることなしといへども、容貌何となく少し上品なり」と記しており、『東韃紀行』ではニヴフ女性について「容貌妖艶」と記している。

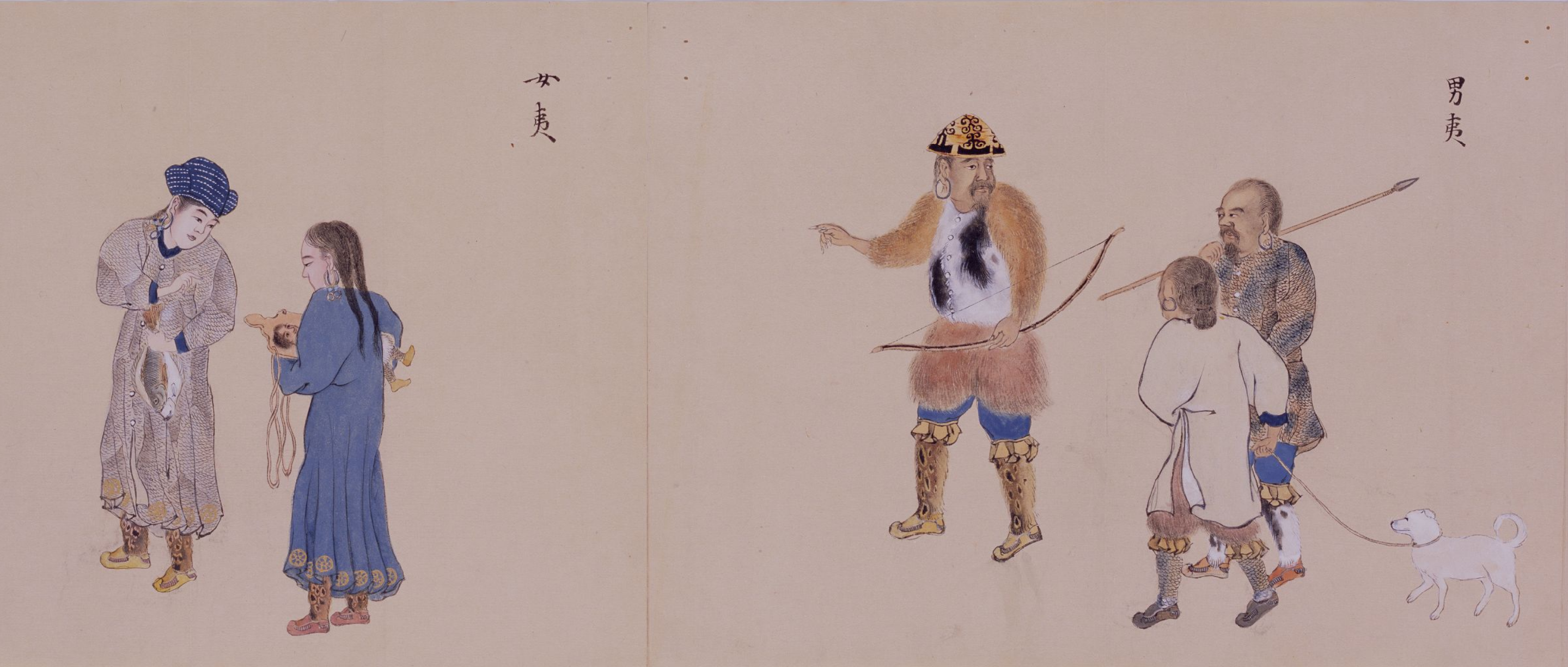
ニヴフの男性と女性
----
間宮林蔵口述・村上貞助筆録『北夷分界余話』巻之8「スメレンクル夷上」より

### 遺伝子的特徴
ニヴフのY染色体ハプログループの構成は、Tajima et al.（2004）によれば、C2が8/21＝38.1%、O（O1a,O2を除く）が6/21=28.6%、P（R1aを除く）が4/21=19.0%、R1aが2/21=9.5%、その他（A,B,C,D,E,Kを除く）が1/21=4.8%である。
ウラジーミル・ニコラエヴィチ・ハリコフ（露: Владимир Николаевич Харьков、Vladimir Nikolaevich Kharkov）が2012年に行ったサハリン州の52人のニヴフ族のY染色体ハプログループの分析では、C2が71％、O2が7.7%、Qが7.7％、D1が5.8％、O1aが3.8％、O1bが1.9％、Nが1.9％となっている。
2024年のY染色体ハプログループ調査によれば、サハリン州オハ管区のニヴフ人男性（父系に他の民族との混血がないとされる37人）においては、ハプログループC2a1a2b-B90が43.2%と最も高い割合を占め、続いてC2a1a1b1a-F13958が32.4%、C2a1-ACT1942が10.8%、Q1a1a1-M120が8.1%、O2a1b1a2a-F238が5.4%という分布を示した。

## 著名なニヴフ人
ロシア国籍
- ウラジーミル・ミハイロヴィチ・サンギ（英語版）（1935年 - ） : 文学者・詩人。サハリン州ナビル出身[82]。ニヴフ文学の創始者[82]。ニヴフ語正書法の規則制定などにも尽力[82]。1972年から1991年までソビエト連邦作家同盟の理事をつとめた[83]。代表作は『ケヴォングの嫁取り』（1975年、1977年）、『海の歌』（1988年）、『サハリン・ニヴフの叙事詩』（2013年）など。
- チュネル・ミハイロヴィチ・タクサミ（ロシア語版）（1931年 - 2014年） : 民族学者。ハバロフスク地方ニコライエフスキー地区（ロシア語版）カリマ村出身[84]。ロシア語-ニヴフ語の辞書を編纂。冷戦が終結した1980年代末葉以降、固有言語・伝統文化の復興と土地利用権の回復を求める民族運動が活発になり、サンギらとともにこれを指導した[7]。この動きは、シベリア少数民族全体の運動に発展した[7]。

日本国籍
- 中村チヨ[85]（1906年 - 1969年）。樺太生まれ。父がウリチ。母がニヴフ。ニヴフのウシク・ウーヌ（wysk wonη）と結婚し、第二次世界大戦終結後の1947年に北海道に移住した。後志支庁岩内郡に2年住んだのち、網走市に移った。ルーマニア系アメリカ人の言語学者で、ヘルシンキ大学でウラル語やアルタイ諸語、東京大学でニヴフ語を学んだロバート・アウステリッツ（英語版）（1923-1994）は網走に出向いて中村チヨの口述を採録し、『ギリヤークの昔話』として刊行した。

## 関連作品

### 音楽
- 伊福部昭『ギリヤーク族の古き吟誦歌』 - 声楽曲

### 書籍
- 大江健三郎「幸福な若いギリヤク人」『大江健三郎全作品 第3』（新潮社、1966年。全国書誌番号:58008468）
- 村上春樹『1Q84』 - ギリヤーク人について描写したチェーホフのルポルタージュが引用される。
- 上原善広『異貌の人びと』（河出書房新社、2012年。ISBN 4309021085） - 第二次世界大戦でニヴフと行動を共にした元下士官へのインタビューがある。

### 映画
- 『海岸を駆ける斑紋模様の犬』 - 19世紀のニヴフ社会を題材にした、ニヴフ語によるニヴフ映画（1990年）[86]
- 『カッコウの甥（ロシア語版）』 - ニヴフの民話にもとづくアニメーション映画（1992年、ロシア）
- 『ヘビはどうやってだまされたか（ロシア語版）』 - ニヴフの昔話にもとづくアニメーション映画（2004年、ロシア）

### ドラマ
- 『新・必殺仕置人』 - 時代劇。登場人物の一人である死神が、ギリヤーク人という設定。

### 漫画
- ふじ沢光夫『ギリヤークふんぐり団』 - 漫画（雑誌「ガロ」連載）
- 野田サトル『ゴールデンカムイ』 - 漫画。「樺太編」で樺太アイヌ・ウィルタに続いてニヴフの習俗が描かれる。